# 龍族前傳角色列表
《龍族前傳》是一部美國中世紀奇幻劇情電視劇，改編自喬治·R·R·馬丁的小說《血與火》的後半部分，是電視劇《冰與火之歌：權力遊戲》（2011－2019年）的前傳劇。電視劇出現的角色大部分是改編自小說中的對應角色。

## 人物總覽

### 主要演員
| 演員              | 人物                  | 登場季數        | 登場季數        |
| 演員              | 人物                  | 1               | 2               |
| ----------------- | --------------------- | --------------- | --------------- |
| 派迪·康斯丁       | 韋賽里斯·坦格利安一世 | 主演            | 客串            |
| 馬特·史密斯       | 戴蒙·坦格利安         | 主演            | 主演            |
| 艾瑪·達西         | 雷妮拉·坦格利安       | 主演            | 主演            |
| 米莉·愛考克Y      | 雷妮拉·坦格利安       | 主演            | 客串            |
| 萊斯·伊凡         | 奧托·海塔爾           | 主演            | 主演            |
| 史提夫·陶森特     | 科利斯·瓦列利昂       | 主演            | 主演            |
| 夏娃·貝斯         | 雷妮絲·坦格利安       | 主演            | 主演            |
| 水野索諾亞        | 彌賽麗亞              | 主演            | 主演            |
| 法比恩·法蘭科     | 克里斯頓·科爾         | 主演            | 主演            |
| 奧利薇亞·庫克     | 亞莉森·海塔爾         | 主演            | 主演            |
| 艾蜜莉·凱利Y      | 亞莉森·海塔爾         | 主演            | Does not appear |
| 葛拉罕·麥克塔維什 | 哈羅德·維斯特林       | 主演            | Does not appear |
| 馬修·尼德姆       | 拉里斯·史壯           | 主演            | 主演            |
| 傑佛遜·霍爾       | 傑森·蘭尼斯特         | 主演            | 主演            |
| 傑佛遜·霍爾       | 泰蘭·蘭尼斯特         | 主演            | 主演            |
| 哈利·科利特       | 傑卡里斯·瓦列利昂     | 主演            | 主演            |
| 湯姆·格林-卡尼    | 伊耿·坦格利安二世     | 主演            | 主演            |
| 伊旺·米切爾       | 伊蒙德·坦格利安       | 主演            | 主演            |
| 貝瑟妮·安東尼亞   | 貝拉·坦格利安         | 主演            | 主演            |
| 菲比·坎貝爾       | 雷娜·坦格利安         | 主演            | 主演            |
| 菲婭·薩班         | 海倫娜·坦格利安       | 主演            | 主演            |
| 庫爾特·埃吉亞萬   | 歐維爾                | 常設            | 主演            |
| 基蘭·貝           | “鐵鎚”修夫            | Does not appear | 主演            |
| 阿布巴卡爾·薩利姆 | 船殼鎮的埃林          | Does not appear | 主演            |
| 湯姆·泰勒         | 克雷根·史塔克         | Does not appear | 主演            |
| 柯林頓·利伯蒂     | 船殼鎮的亞當          | Does not appear | 主演            |
| 湯姆·班奈特       | “白髮”烏爾夫          | Does not appear | 主演            |
| 埃洛拉·托爾奇亞   | 凱特                  | Does not appear | 主演            |
| 弗雷迪·福克斯     | 加爾溫·海塔爾         | 文替            | 主演            |
| 蓋兒·蘭金         | 亞麗·河文             | Does not appear | 主演            |
| 西蒙·羅素·比爾    | 西蒙·史壯             | Does not appear | 主演            |

註釋
1. ↑  在第2季，韋賽里斯·坦格利安一世僅出現在戴蒙·坦格利安的幻覺中。
2. ↑  在第2季，年輕的雷妮拉·坦格利安僅出現在戴蒙·坦格利安的幻覺中。
3. ↑  在第1季，年輕的傑卡里斯·瓦列利昂由客串演員里奧·哈特飾演。
4. ↑  在第1季，年輕的伊耿·坦格利安由客串演員泰·田納特飾演。
5. ↑  在第1季，年輕的伊蒙德·坦格利安由客串演員里奧·艾希頓飾演。
6. ↑  在第1季，年輕的貝拉·坦格利安由客串演員夏妮·斯梅瑟斯特飾演。
7. ↑  在第1季，年輕的雷娜·坦格利安由客串演員伊娃·奧塞伊-格寧飾演。
8. ↑  在第1季，年輕的海倫娜·坦格利安由客串演員伊薇·艾倫飾演。
9. ↑  在第1季，年輕的加爾溫·海塔爾由特技演員威爾·威洛比飾演。

### 常設演員
| 演員                   | 人物              | 登場季數        | 登場季數        |
| 演員                   | 人物              | 1               | 2               |
| ---------------------- | ----------------- | --------------- | --------------- |
| 大衛·霍羅維奇          | 梅羅斯            | 常設            | Does not appear |
| 比爾·帕特森            | 林曼·畢斯柏里     | 常設            | Does not appear |
| 加文·斯派克 （）       | 萊昂諾·史壯       | 常設            | Does not appear |
| 史蒂芬·羅德里          | 霍伯特·海塔爾     | 常設            | Does not appear |
| 埃利奧特·提特恩索      | 伊利克·卡蓋爾     | 常設            | 常設            |
| 盧克·提特恩索          | 亞歷克·卡蓋爾     | 常設            | 常設            |
| 約翰·馬克米連          | 蘭諾·瓦列利昂     | 常設            | Does not appear |
| 南娜·波隆戴爾          | 蘭娜·瓦列利昂     | 常設            | 客串            |
| 安東尼·弗拉納根        | 史蒂芬·達克林     | 常設            | 常設            |
| 瑞恩·科爾              | 哈爾溫·史壯       | 常設            | Does not appear |
| 威爾·強森              | 魏蒙德·瓦列利昂   | 常設            | Does not appear |
| 艾略特·格里豪特 （）   | 路斯里斯·瓦列利昂 | 常設            | Does not appear |
| 保羅·肯尼迪 （）       | 賈斯皮·威爾德     | 常設            | 常設            |
| 亞歷克西斯·拉本 （）   | 塔利亞            | 常設            | Does not appear |
| 喬丹·史蒂文斯 （）     | 艾琳達·馬賽       | 常設            | 常設            |
| 保羅·希基 （）         | 艾倫·卡斯威       | 常設            | Does not appear |
| 菲爾·丹尼爾斯          | 格拉底斯          | 常設            | 常設            |
| 馬克斯·沃特斯利 （）   | 洛倫特·馬爾布蘭   | 客串            | 常設            |
| 傑米·肯納              | 阿爾弗雷德·布魯姆 | Does not appear | 常設            |
| 尼古拉斯·瓊斯          | 巴蒂莫斯·賽提加   | 客串            | 常設            |
| 麥可·埃爾文            | 西蒙·斯湯頓       | 客串            | 常設            |
| 詹姆斯·德雷福斯        | 葛曼·馬賽         | Does not appear | 常設            |
| 巴尼·菲什威克 （）     | 馬丁·雷耶斯       | Does not appear | 常設            |
| 雷夫·戴維斯 （）       | 萊昂·伊斯蒙       | Does not appear | 常設            |
| 托克·史蒂芬 （）       | 艾德·維水         | Does not appear | 常設            |
| 奧斯卡·埃斯基納茲 （） | 喬佛里·瓦列利昂   | 文替            | 常設            |
| 蜜雪兒·博納爾          | 西爾維亞          | 客串            | 常設            |
| 文生·雷根              | 瑞卡德·索恩       | Does not appear | 常設            |
| 麥迪·埃文斯 （）       | 戴安娜            | 客串            | 常設            |
| 格雷姆·麥克奈特 （）   | 派克斯特·史壯     | Does not appear | 常設            |
| 保羅·瓦倫丁 （）       | 吉蒙德·史壯       | Does not appear | 常設            |
| 艾迪·艾爾              | 亞賽爾·布爾威     | Does not appear | 常設            |
| 傑克·帕里-瓊斯 （）    | 威廉·布萊伍德     | 客串            | 常設            |
| 阿曼達·科林            | 簡妮·艾林         | Does not appear | 常設            |

註釋
1. ↑  在第1季，年輕的蘭諾·瓦列利昂由演員提奧·內特和馬修·卡佛飾演。
2. ↑  在第1季，年輕的蘭娜·瓦列利昂由演員莎凡娜·史汀（英语：Savannah Steyn）和諾娃·富埃利斯-莫塞飾演。
3. ↑  在第2季，蘭娜·瓦列利昂僅出現在戴蒙·坦格利安的幻覺中。
4. ↑  在第1季，年輕的路斯里斯·瓦列利昂由演員哈維·薩德勒飾演。
5. ↑  在第1季，喬佛里·瓦列利昂由多名未記名的兒童演員飾演。
6. ↑  在第1季，年輕的威廉·布萊伍德由演員阿爾菲·托德飾演。

### 客串演員
- 西安·布魯克（英语：Sian Brooke） 飾演 愛瑪·艾林

#### 第1季
- 麥可·卡特（英语：Michael Carter (actor)） 飾演 傑赫里斯·坦格利安一世
- 蓋瑞·庫柏（英语：Garry Cooper） 飾演 萊安·雷德溫
- 朱利安·路易斯·瓊斯 飾演 博蒙德·拜拉席恩
- 大衛·豪恩斯洛 飾演 瑞肯·史塔克
- 法蘭基·威爾遜 飾演 藍道·巴雷特
- 蓋瑞·雷蒙德（英语：Gary Raymond） 飾演 總主教
- 丹尼爾·史考特-史密斯 飾演 克拉哈斯·德拉哈
- 索利·麥克勞德（英语：Solly McLeod） 飾演 喬佛里·隆莫斯
- 愛德華·羅（英语：Edward Rowe (actor)） 飾演 霍蘭·夏普
- 露西·布賴爾斯（英语：Lucy Briers） 飾演 卡拉·蘭尼斯特
- 喬安娜·大衛（英语：Joanna David） 飾演 喬斯琳·雷德溫
- 阿蘭娜·拉姆齊 飾演 琳妮絲·海塔爾
- 湯姆·艾希利 飾演 布雷特·蘭尼斯特
- 克里斯·大衛·斯托勒 飾演 亨佛利·布雷肯
- 蓋布瑞·史考特 飾演 傑雷爾·布雷肯
- 保羅·雷納德 飾演 貝里·唐德利恩
- 歐文·奧克肖特 飾演 傑拉德·羅伊斯
- 瑞秋·雷德福德（英语：Rachel Redford） 飾演 雷婭·羅伊斯
- 阿蒂·弗魯山（英语：Arty Froushan） 飾演 科爾·科里
- 迪恩·諾蘭 飾演 雷吉奧·哈拉蒂斯
- 哈奇·阿里 飾演 凱爾文
- 西蒙·錢德勒（英语：Simon Chandler） 飾演 尤斯塔斯
- 妮娜·巴克-法蘭西斯 飾演 傑恩
- 羅傑·伊凡 飾演 博洛斯·拜拉席恩

#### 第2季
- 山姆·C·威爾遜 飾演 鮮血
- 馬克·斯托巴特 飾演 乳酪
- 山姆森·卡約 飾演 穆賈
- 詹姆斯·多爾蒂（英语：James Doherty (actor)） 飾演 克雷
- 萊恩·科佩爾 飾演 伊倫·布雷肯
- 基蘭·波頓 飾演 戴佛斯·布萊伍德
- 阿奇·巴恩斯（英语：Archie Barnes） 飾演 奧斯卡·徒利
- 史蒂芬·佩西（英语：Steven Pacey） 飾演 岡梭爾·達克林
- 提姆·法拉第 飾演 阿摩斯·布雷肯
- 艾丹·戴 飾演 雷倫·布雷肯
- 肯尼斯·科拉德 飾演 佛利斯特·佛雷
- 莎拉·伍華德（英语：Sarah Woodward） 飾演 沙比瑟·佛雷
- 艾米琳·藍伯特 飾演 阿萊莎·坦格利安
- 安東尼奧·馬格羅 飾演 培提爾·派柏
- 特洛·康弗里（英语：Turlough Convery） 飾演 維里斯·慕頓
- 丹尼爾·法瑟斯（英语：Daniel Fathers） 飾演 亨佛利·萊佛德
- 羅伯特·羅德 飾演 席佛·丹尼斯

## 世系圖
以下是電視劇中三個主要家族成員（及祖先）的世系圖，參考自HBO官網提供的角色指南 （页面存档备份，存于）。
|                 |                 |                 |                 |                 |                 |              |              |                        |                        |                        |                        |                        |                        |                 |                 |                            |                            |                            |                            |                            |                            |                   |                   |                            |                            |                            |                            | 坦格利安家族               |                            |                            |                            |                            |                            |                     |                     |                     |                     |                 |                 |                        |                        |                        |                        |                        |                        |  |  |                   |                   |                   |                   |                                |                                |                                |                                |                                |                                |                                |                                |                                |                                |  |  |                          |                          |                          |                          |                          |                          |             |             |                   |                   |                   |                   |                   |                   |               |               |                 |                 |                 |                 |                 |                 |             |             |               |               |               |               |               |               |               |               |               |               |  |  |  |  |  |  |  |  |  |  |
|                 |                 |                 |                 |                 |                 |              |              |                        |                        |                        |                        |                        |                        |                 |                 |                            |                            |                            |                            |                            |                            |                   |                   |                            |                            |                            |                            |                            |                            |                            |                            |                            |                            |                     |                     |                     |                     |                 |                 |                        |                        |                        |                        |                        |                        |  |  |                   |                   |                   |                   |                                |                                |                                |                                |                                |                                |                                |                                |                                |                                |  |  |                          |                          |                          |                          |                          |                          |             |             |                   |                   |                   |                   |                   |                   |               |               |                 |                 |                 |                 |                 |                 |             |             |               |               |               |               |               |               |               |               |               |               |  |  |  |  |  |  |  |  |  |  |
|                 |                 |                 |                 |                 |                 |              |              |                        |                        |                        |                        |                        |                        |                 |                 |                            |                            |                            |                            |                            |                            |                   |                   |                            |                            |                            |                            |                            |                            |                            |                            |                            |                            |                     |                     |                     |                     |                 |                 |                        |                        |                        |                        |                        |                        |  |  |                   |                   |                   |                   |                                |                                |                                |                                |                                |                                |                                |                                |                                |                                |  |  |                          |                          |                          |                          |                          |                          |             |             |                   |                   |                   |                   |                   |                   |               |               |                 |                 |                 |                 |                 |                 |             |             |               |               |               |               |               |               |               |               |               |               |  |  |  |  |  |  |  |  |  |  |
|                 |                 |                 |                 |                 |                 |              |              |                        |                        |                        |                        |                        |                        |                 |                 |                            |                            |                            |                            | 維桑尼亞·坦格利安          | 維桑尼亞·坦格利安          | 維桑尼亞·坦格利安 | 維桑尼亞·坦格利安 | 維桑尼亞·坦格利安          | 維桑尼亞·坦格利安          |                            |                            | “征服者” 伊耿·坦格利安一世 | “征服者” 伊耿·坦格利安一世 | “征服者” 伊耿·坦格利安一世 | “征服者” 伊耿·坦格利安一世 | “征服者” 伊耿·坦格利安一世 | “征服者” 伊耿·坦格利安一世 |                     |                     | 雷妮絲·坦格利安     | 雷妮絲·坦格利安     | 雷妮絲·坦格利安 | 雷妮絲·坦格利安 | 雷妮絲·坦格利安        | 雷妮絲·坦格利安        |                        |                        |                        |                        |  |  |                   |                   |                   |                   |                                |                                |                                |                                |                                |                                |                                |                                |                                |                                |  |  |                          |                          |                          |                          |                          |                          |             |             |                   |                   |                   |                   |                   |                   |               |               |                 |                 |                 |                 |                 |                 |             |             |               |               |               |               |               |               |               |               |               |               |  |  |  |  |  |  |  |  |  |  |
|                 |                 |                 |                 |                 |                 |              |              |                        |                        |                        |                        |                        |                        |                 |                 |                            |                            |                            |                            | 維桑尼亞·坦格利安          | 維桑尼亞·坦格利安          | 維桑尼亞·坦格利安 | 維桑尼亞·坦格利安 | 維桑尼亞·坦格利安          | 維桑尼亞·坦格利安          |                            |                            | “征服者” 伊耿·坦格利安一世 | “征服者” 伊耿·坦格利安一世 | “征服者” 伊耿·坦格利安一世 | “征服者” 伊耿·坦格利安一世 | “征服者” 伊耿·坦格利安一世 | “征服者” 伊耿·坦格利安一世 |                     |                     | 雷妮絲·坦格利安     | 雷妮絲·坦格利安     | 雷妮絲·坦格利安 | 雷妮絲·坦格利安 | 雷妮絲·坦格利安        | 雷妮絲·坦格利安        |                        |                        |                        |                        |  |  |                   |                   |                   |                   |                                |                                |                                |                                |                                |                                |                                |                                |                                |                                |  |  |                          |                          |                          |                          |                          |                          |             |             |                   |                   |                   |                   |                   |                   |               |               |                 |                 |                 |                 |                 |                 |             |             |               |               |               |               |               |               |               |               |               |               |  |  |  |  |  |  |  |  |  |  |
|                 |                 |                 |                 |                 |                 |              |              |                        |                        |                        |                        |                        |                        |                 |                 |                            |                            |                            |                            |                            |                            |                   |                   |                            |                            |                            |                            |                            |                            |                            |                            |                            |                            |                     |                     |                     |                     |                 |                 |                        |                        |                        |                        |                        |                        |  |  |                   |                   |                   |                   |                                |                                |                                |                                |                                |                                |                                |                                |                                |                                |  |  |                          |                          |                          |                          |                          |                          |             |             |                   |                   |                   |                   |                   |                   |               |               |                 |                 |                 |                 |                 |                 |             |             |               |               |               |               |               |               |               |               |               |               |  |  |  |  |  |  |  |  |  |  |
|                 |                 |                 |                 |                 |                 |              |              |                        |                        |                        |                        |                        |                        |                 |                 | 多名妻子                   | 多名妻子                   | 多名妻子                   | 多名妻子                   | 多名妻子                   | 多名妻子                   |                   |                   | “殘酷的” 梅葛·坦格利安一世 | “殘酷的” 梅葛·坦格利安一世 | “殘酷的” 梅葛·坦格利安一世 | “殘酷的” 梅葛·坦格利安一世 | “殘酷的” 梅葛·坦格利安一世 | “殘酷的” 梅葛·坦格利安一世 |                            |                            | 伊尼斯·坦格利安一世        | 伊尼斯·坦格利安一世        | 伊尼斯·坦格利安一世 | 伊尼斯·坦格利安一世 | 伊尼斯·坦格利安一世 | 伊尼斯·坦格利安一世 |                 |                 | 阿萊莎·瓦列利昂        | 阿萊莎·瓦列利昂        | 阿萊莎·瓦列利昂        | 阿萊莎·瓦列利昂        | 阿萊莎·瓦列利昂        | 阿萊莎·瓦列利昂        |  |  |                   |                   |                   |                   |                                |                                |                                |                                |                                |                                |                                |                                |                                |                                |  |  |                          |                          |                          |                          |                          |                          |             |             |                   |                   |                   |                   |                   |                   |               |               |                 |                 |                 |                 |                 |                 |             |             |               |               |               |               |               |               |               |               |               |               |  |  |  |  |  |  |  |  |  |  |
|                 |                 |                 |                 |                 |                 |              |              |                        |                        |                        |                        |                        |                        |                 |                 | 多名妻子                   | 多名妻子                   | 多名妻子                   | 多名妻子                   | 多名妻子                   | 多名妻子                   |                   |                   | “殘酷的” 梅葛·坦格利安一世 | “殘酷的” 梅葛·坦格利安一世 | “殘酷的” 梅葛·坦格利安一世 | “殘酷的” 梅葛·坦格利安一世 | “殘酷的” 梅葛·坦格利安一世 | “殘酷的” 梅葛·坦格利安一世 |                            |                            | 伊尼斯·坦格利安一世        | 伊尼斯·坦格利安一世        | 伊尼斯·坦格利安一世 | 伊尼斯·坦格利安一世 | 伊尼斯·坦格利安一世 | 伊尼斯·坦格利安一世 |                 |                 | 阿萊莎·瓦列利昂        | 阿萊莎·瓦列利昂        | 阿萊莎·瓦列利昂        | 阿萊莎·瓦列利昂        | 阿萊莎·瓦列利昂        | 阿萊莎·瓦列利昂        |  |  |                   |                   |                   |                   |                                |                                |                                |                                |                                |                                |                                |                                |                                |                                |  |  |                          |                          |                          |                          |                          |                          |             |             |                   |                   |                   |                   |                   |                   |               |               |                 |                 |                 |                 |                 |                 |             |             |               |               |               |               |               |               |               |               |               |               |  |  |  |  |  |  |  |  |  |  |
|                 |                 |                 |                 |                 |                 |              |              |                        |                        |                        |                        |                        |                        |                 |                 |                            |                            |                            |                            |                            |                            |                   |                   |                            |                            |                            |                            |                            |                            |                            |                            |                            |                            |                     |                     |                     |                     |                 |                 |                        |                        |                        |                        |                        |                        |  |  |                   |                   |                   |                   |                                |                                |                                |                                |                                |                                |                                |                                |                                |                                |  |  |                          |                          |                          |                          |                          |                          |             |             |                   |                   |                   |                   |                   |                   |               |               |                 |                 |                 |                 |                 |                 |             |             |               |               |               |               |               |               |               |               |               |               |  |  |  |  |  |  |  |  |  |  |
|                 |                 |                 |                 |                 |                 |              |              |                        |                        |                        |                        |                        |                        |                 |                 |                            |                            |                            |                            |                            |                            |                   |                   |                            |                            |                            |                            |                            |                            |                            |                            |                            |                            |                     |                     |                     |                     |                 |                 |                        |                        |                        |                        |                        |                        |  |  |                   |                   |                   |                   |                                |                                |                                |                                |                                |                                |                                |                                |                                |                                |  |  |                          |                          |                          |                          |                          |                          |             |             |                   |                   |                   |                   |                   |                   |               |               |                 |                 |                 |                 |                 |                 |             |             |               |               |               |               |               |               |               |               |               |               |  |  |  |  |  |  |  |  |  |  |
|                 |                 |                 |                 |                 |                 |              |              |                        |                        |                        |                        |                        |                        |                 |                 |                            |                            |                            |                            |                            |                            |                   |                   |                            |                            |                            |                            |                            |                            |                            |                            | 雷妮亞·坦格利安            | 雷妮亞·坦格利安            | 雷妮亞·坦格利安     | 雷妮亞·坦格利安     | 雷妮亞·坦格利安     | 雷妮亞·坦格利安     |                 |                 | “無冕者” 伊耿·坦格利安 | “無冕者” 伊耿·坦格利安 | “無冕者” 伊耿·坦格利安 | “無冕者” 伊耿·坦格利安 | “無冕者” 伊耿·坦格利安 | “無冕者” 伊耿·坦格利安 |  |  | 韋賽里斯·坦格利安 | 韋賽里斯·坦格利安 | 韋賽里斯·坦格利安 | 韋賽里斯·坦格利安 | 韋賽里斯·坦格利安              | 韋賽里斯·坦格利安              |                                |                                | “仲裁者” 傑赫里斯·坦格利安一世 | “仲裁者” 傑赫里斯·坦格利安一世 | “仲裁者” 傑赫里斯·坦格利安一世 | “仲裁者” 傑赫里斯·坦格利安一世 | “仲裁者” 傑赫里斯·坦格利安一世 | “仲裁者” 傑赫里斯·坦格利安一世 |  |  | “善良的” 亞莉珊·坦格利安 | “善良的” 亞莉珊·坦格利安 | “善良的” 亞莉珊·坦格利安 | “善良的” 亞莉珊·坦格利安 | “善良的” 亞莉珊·坦格利安 | “善良的” 亞莉珊·坦格利安 |             |             | 瓦萊拉·坦格利安   | 瓦萊拉·坦格利安   | 瓦萊拉·坦格利安   | 瓦萊拉·坦格利安   | 瓦萊拉·坦格利安   | 瓦萊拉·坦格利安   |               |               |                 |                 |                 |                 |                 |                 |             |             |               |               |               |               |               |               |               |               |               |               |  |  |  |  |  |  |  |  |  |  |
|                 |                 |                 |                 |                 |                 |              |              |                        |                        |                        |                        |                        |                        |                 |                 |                            |                            |                            |                            |                            |                            |                   |                   |                            |                            |                            |                            |                            |                            |                            |                            | 雷妮亞·坦格利安            | 雷妮亞·坦格利安            | 雷妮亞·坦格利安     | 雷妮亞·坦格利安     | 雷妮亞·坦格利安     | 雷妮亞·坦格利安     |                 |                 | “無冕者” 伊耿·坦格利安 | “無冕者” 伊耿·坦格利安 | “無冕者” 伊耿·坦格利安 | “無冕者” 伊耿·坦格利安 | “無冕者” 伊耿·坦格利安 | “無冕者” 伊耿·坦格利安 |  |  | 韋賽里斯·坦格利安 | 韋賽里斯·坦格利安 | 韋賽里斯·坦格利安 | 韋賽里斯·坦格利安 | 韋賽里斯·坦格利安              | 韋賽里斯·坦格利安              |                                |                                | “仲裁者” 傑赫里斯·坦格利安一世 | “仲裁者” 傑赫里斯·坦格利安一世 | “仲裁者” 傑赫里斯·坦格利安一世 | “仲裁者” 傑赫里斯·坦格利安一世 | “仲裁者” 傑赫里斯·坦格利安一世 | “仲裁者” 傑赫里斯·坦格利安一世 |  |  | “善良的” 亞莉珊·坦格利安 | “善良的” 亞莉珊·坦格利安 | “善良的” 亞莉珊·坦格利安 | “善良的” 亞莉珊·坦格利安 | “善良的” 亞莉珊·坦格利安 | “善良的” 亞莉珊·坦格利安 |             |             | 瓦萊拉·坦格利安   | 瓦萊拉·坦格利安   | 瓦萊拉·坦格利安   | 瓦萊拉·坦格利安   | 瓦萊拉·坦格利安   | 瓦萊拉·坦格利安   |               |               |                 |                 |                 |                 |                 |                 |             |             |               |               |               |               |               |               |               |               |               |               |  |  |  |  |  |  |  |  |  |  |
|                 |                 |                 |                 |                 |                 |              |              |                        |                        |                        |                        |                        |                        |                 |                 |                            |                            |                            |                            |                            |                            |                   |                   |                            |                            |                            |                            |                            |                            |                            |                            |                            |                            |                     |                     |                     |                     |                 |                 |                        |                        |                        |                        |                        |                        |  |  |                   |                   |                   |                   |                                |                                |                                |                                |                                |                                |                                |                                |                                |                                |  |  |                          |                          |                          |                          |                          |                          |             |             |                   |                   |                   |                   |                   |                   |               |               |                 |                 |                 |                 |                 |                 |             |             |               |               |               |               |               |               |               |               |               |               |  |  |  |  |  |  |  |  |  |  |
|                 |                 |                 |                 |                 |                 |              |              |                        |                        |                        |                        |                        |                        |                 |                 |                            |                            |                            |                            |                            |                            |                   |                   |                            |                            |                            |                            |                            |                            |                            |                            |                            |                            |                     |                     |                     |                     |                 |                 |                        |                        |                        |                        |                        |                        |  |  |                   |                   |                   |                   |                                |                                |                                |                                |                                |                                |                                |                                |                                |                                |  |  |                          |                          |                          |                          |                          |                          |             |             |                   |                   |                   |                   |                   |                   |               |               |                 |                 |                 |                 |                 |                 |             |             |               |               |               |               |               |               |               |               |               |               |  |  |  |  |  |  |  |  |  |  |
|                 |                 |                 |                 |                 |                 |              |              |                        |                        |                        |                        |                        |                        |                 |                 |                            |                            |                            |                            |                            |                            |                   |                   |                            |                            |                            |                            |                            |                            |                            |                            | 雷拉·坦格利安              | 雷拉·坦格利安              | 雷拉·坦格利安       | 雷拉·坦格利安       | 雷拉·坦格利安       | 雷拉·坦格利安       |                 |                 | 艾瑞亞·坦格利安        | 艾瑞亞·坦格利安        | 艾瑞亞·坦格利安        | 艾瑞亞·坦格利安        | 艾瑞亞·坦格利安        | 艾瑞亞·坦格利安        |  |  |                   |                   |                   |                   |                                |                                |                                |                                |                                |                                |                                |                                |                                |                                |  |  |                          |                          |                          |                          |                          |                          |             |             |                   |                   |                   |                   |                   |                   |               |               |                 |                 |                 |                 |                 |                 |             |             |               |               |               |               |               |               |               |               |               |               |  |  |  |  |  |  |  |  |  |  |
|                 |                 |                 |                 |                 |                 |              |              |                        |                        |                        |                        |                        |                        |                 |                 |                            |                            |                            |                            |                            |                            |                   |                   |                            |                            |                            |                            |                            |                            |                            |                            | 雷拉·坦格利安              | 雷拉·坦格利安              | 雷拉·坦格利安       | 雷拉·坦格利安       | 雷拉·坦格利安       | 雷拉·坦格利安       |                 |                 | 艾瑞亞·坦格利安        | 艾瑞亞·坦格利安        | 艾瑞亞·坦格利安        | 艾瑞亞·坦格利安        | 艾瑞亞·坦格利安        | 艾瑞亞·坦格利安        |  |  |                   |                   |                   |                   |                                |                                |                                |                                |                                |                                |                                |                                |                                |                                |  |  |                          |                          |                          |                          |                          |                          |             |             |                   |                   |                   |                   |                   |                   |               |               |                 |                 |                 |                 |                 |                 |             |             |               |               |               |               |               |               |               |               |               |               |  |  |  |  |  |  |  |  |  |  |
|                 |                 |                 |                 |                 |                 |              |              |                        |                        |                        |                        |                        |                        |                 |                 |                            |                            |                            |                            |                            |                            |                   |                   |                            |                            |                            |                            |                            |                            |                            |                            |                            |                            |                     |                     |                     |                     |                 |                 |                        |                        |                        |                        |                        |                        |  |  |                   |                   |                   |                   |                                |                                |                                |                                |                                |                                |                                |                                |                                |                                |  |  |                          |                          |                          |                          |                          |                          |             |             |                   |                   |                   |                   |                   |                   |               |               |                 |                 |                 |                 |                 |                 |             |             |               |               |               |               |               |               |               |               |               |               |  |  |  |  |  |  |  |  |  |  |
|                 |                 |                 |                 | 瓦列利昂家族    | 瓦列利昂家族    | 瓦列利昂家族 | 瓦列利昂家族 | 瓦列利昂家族           | 瓦列利昂家族           |                        |                        | 喬斯琳·拜拉席恩        | 喬斯琳·拜拉席恩        | 喬斯琳·拜拉席恩 | 喬斯琳·拜拉席恩 | 喬斯琳·拜拉席恩            | 喬斯琳·拜拉席恩            |                            |                            | 伊蒙·坦格利安              | 伊蒙·坦格利安              | 伊蒙·坦格利安     | 伊蒙·坦格利安     | 伊蒙·坦格利安              | 伊蒙·坦格利安              |                            |                            |                            |                            |                            |                            | 丹妮菈·坦格利安            | 丹妮菈·坦格利安            | 丹妮菈·坦格利安     | 丹妮菈·坦格利安     | 丹妮菈·坦格利安     | 丹妮菈·坦格利安     |                 |                 | 羅德利克·艾林          | 羅德利克·艾林          | 羅德利克·艾林          | 羅德利克·艾林          | 羅德利克·艾林          | 羅德利克·艾林          |  |  |                   |                   |                   |                   |                                |                                |                                |                                |                                |                                |                                |                                |                                |                                |  |  | “勇敢的” 貝爾隆·坦格利安 | “勇敢的” 貝爾隆·坦格利安 | “勇敢的” 貝爾隆·坦格利安 | “勇敢的” 貝爾隆·坦格利安 | “勇敢的” 貝爾隆·坦格利安 | “勇敢的” 貝爾隆·坦格利安 |             |             | 阿萊莎·坦格利安   | 阿萊莎·坦格利安   | 阿萊莎·坦格利安   | 阿萊莎·坦格利安   | 阿萊莎·坦格利安   | 阿萊莎·坦格利安   |               |               | 後代            | 後代            | 後代            | 後代            | 後代            | 後代            |             |             | 海塔爾家族    | 海塔爾家族    | 海塔爾家族    | 海塔爾家族    | 海塔爾家族    | 海塔爾家族    |               |               |               |               |  |  |  |  |  |  |  |  |  |  |
|                 |                 |                 |                 | 瓦列利昂家族    | 瓦列利昂家族    | 瓦列利昂家族 | 瓦列利昂家族 | 瓦列利昂家族           | 瓦列利昂家族           |                        |                        | 喬斯琳·拜拉席恩        | 喬斯琳·拜拉席恩        | 喬斯琳·拜拉席恩 | 喬斯琳·拜拉席恩 | 喬斯琳·拜拉席恩            | 喬斯琳·拜拉席恩            |                            |                            | 伊蒙·坦格利安              | 伊蒙·坦格利安              | 伊蒙·坦格利安     | 伊蒙·坦格利安     | 伊蒙·坦格利安              | 伊蒙·坦格利安              |                            |                            |                            |                            |                            |                            | 丹妮菈·坦格利安            | 丹妮菈·坦格利安            | 丹妮菈·坦格利安     | 丹妮菈·坦格利安     | 丹妮菈·坦格利安     | 丹妮菈·坦格利安     |                 |                 | 羅德利克·艾林          | 羅德利克·艾林          | 羅德利克·艾林          | 羅德利克·艾林          | 羅德利克·艾林          | 羅德利克·艾林          |  |  |                   |                   |                   |                   |                                |                                |                                |                                |                                |                                |                                |                                |                                |                                |  |  | “勇敢的” 貝爾隆·坦格利安 | “勇敢的” 貝爾隆·坦格利安 | “勇敢的” 貝爾隆·坦格利安 | “勇敢的” 貝爾隆·坦格利安 | “勇敢的” 貝爾隆·坦格利安 | “勇敢的” 貝爾隆·坦格利安 |             |             | 阿萊莎·坦格利安   | 阿萊莎·坦格利安   | 阿萊莎·坦格利安   | 阿萊莎·坦格利安   | 阿萊莎·坦格利安   | 阿萊莎·坦格利安   |               |               | 後代            | 後代            | 後代            | 後代            | 後代            | 後代            |             |             | 海塔爾家族    | 海塔爾家族    | 海塔爾家族    | 海塔爾家族    | 海塔爾家族    | 海塔爾家族    |               |               |               |               |  |  |  |  |  |  |  |  |  |  |
|                 |                 |                 |                 |                 |                 |              |              |                        |                        |                        |                        |                        |                        |                 |                 |                            |                            |                            |                            |                            |                            |                   |                   |                            |                            |                            |                            |                            |                            |                            |                            |                            |                            |                     |                     |                     |                     |                 |                 |                        |                        |                        |                        |                        |                        |  |  |                   |                   |                   |                   |                                |                                |                                |                                |                                |                                |                                |                                |                                |                                |  |  |                          |                          |                          |                          |                          |                          |             |             |                   |                   |                   |                   |                   |                   |               |               |                 |                 |                 |                 |                 |                 |             |             |               |               |               |               |               |               |               |               |               |               |  |  |  |  |  |  |  |  |  |  |
|                 |                 |                 |                 |                 |                 |              |              |                        |                        |                        |                        |                        |                        |                 |                 |                            |                            |                            |                            |                            |                            |                   |                   |                            |                            |                            |                            |                            |                            |                            |                            |                            |                            |                     |                     |                     |                     |                 |                 |                        |                        |                        |                        |                        |                        |  |  |                   |                   |                   |                   |                                |                                |                                |                                |                                |                                |                                |                                |                                |                                |  |  |                          |                          |                          |                          |                          |                          |             |             |                   |                   |                   |                   |                   |                   |               |               |                 |                 |                 |                 |                 |                 |             |             |               |               |               |               |               |               |               |               |               |               |  |  |  |  |  |  |  |  |  |  |
| 魏蒙德·瓦列利昂 | 魏蒙德·瓦列利昂 | 魏蒙德·瓦列利昂 | 魏蒙德·瓦列利昂 | 魏蒙德·瓦列利昂 | 魏蒙德·瓦列利昂 |              |              | “海蛇” 科利斯·瓦列利昂 | “海蛇” 科利斯·瓦列利昂 | “海蛇” 科利斯·瓦列利昂 | “海蛇” 科利斯·瓦列利昂 | “海蛇” 科利斯·瓦列利昂 | “海蛇” 科利斯·瓦列利昂 |                 |                 | “無冕女王” 雷妮絲·坦格利安 | “無冕女王” 雷妮絲·坦格利安 | “無冕女王” 雷妮絲·坦格利安 | “無冕女王” 雷妮絲·坦格利安 | “無冕女王” 雷妮絲·坦格利安 | “無冕女王” 雷妮絲·坦格利安 |                   |                   |                            |                            |                            |                            |                            |                            |                            |                            |                            |                            |                     |                     | 愛瑪·艾林           | 愛瑪·艾林           | 愛瑪·艾林       | 愛瑪·艾林       | 愛瑪·艾林              | 愛瑪·艾林              |                        |                        |                        |                        |  |  |                   |                   |                   |                   | “和平的” 韋賽里斯·坦格利安一世 | “和平的” 韋賽里斯·坦格利安一世 | “和平的” 韋賽里斯·坦格利安一世 | “和平的” 韋賽里斯·坦格利安一世 | “和平的” 韋賽里斯·坦格利安一世 | “和平的” 韋賽里斯·坦格利安一世 |                                |                                |                                |                                |  |  |                          |                          |                          |                          | 雷婭·羅伊斯              | 雷婭·羅伊斯              | 雷婭·羅伊斯 | 雷婭·羅伊斯 | 雷婭·羅伊斯       | 雷婭·羅伊斯       |                   |                   | 戴蒙·坦格利安     | 戴蒙·坦格利安     | 戴蒙·坦格利安 | 戴蒙·坦格利安 | 戴蒙·坦格利安   | 戴蒙·坦格利安   |                 |                 | 奧托·海塔爾     | 奧托·海塔爾     | 奧托·海塔爾 | 奧托·海塔爾 | 奧托·海塔爾   | 奧托·海塔爾   |               |               | 霍伯特·海塔爾 | 霍伯特·海塔爾 | 霍伯特·海塔爾 | 霍伯特·海塔爾 | 霍伯特·海塔爾 | 霍伯特·海塔爾 |  |  |  |  |  |  |  |  |  |  |
| 魏蒙德·瓦列利昂 | 魏蒙德·瓦列利昂 | 魏蒙德·瓦列利昂 | 魏蒙德·瓦列利昂 | 魏蒙德·瓦列利昂 | 魏蒙德·瓦列利昂 |              |              | “海蛇” 科利斯·瓦列利昂 | “海蛇” 科利斯·瓦列利昂 | “海蛇” 科利斯·瓦列利昂 | “海蛇” 科利斯·瓦列利昂 | “海蛇” 科利斯·瓦列利昂 | “海蛇” 科利斯·瓦列利昂 |                 |                 | “無冕女王” 雷妮絲·坦格利安 | “無冕女王” 雷妮絲·坦格利安 | “無冕女王” 雷妮絲·坦格利安 | “無冕女王” 雷妮絲·坦格利安 | “無冕女王” 雷妮絲·坦格利安 | “無冕女王” 雷妮絲·坦格利安 |                   |                   |                            |                            |                            |                            |                            |                            |                            |                            |                            |                            |                     |                     | 愛瑪·艾林           | 愛瑪·艾林           | 愛瑪·艾林       | 愛瑪·艾林       | 愛瑪·艾林              | 愛瑪·艾林              |                        |                        |                        |                        |  |  |                   |                   |                   |                   | “和平的” 韋賽里斯·坦格利安一世 | “和平的” 韋賽里斯·坦格利安一世 | “和平的” 韋賽里斯·坦格利安一世 | “和平的” 韋賽里斯·坦格利安一世 | “和平的” 韋賽里斯·坦格利安一世 | “和平的” 韋賽里斯·坦格利安一世 |                                |                                |                                |                                |  |  |                          |                          |                          |                          | 雷婭·羅伊斯              | 雷婭·羅伊斯              | 雷婭·羅伊斯 | 雷婭·羅伊斯 | 雷婭·羅伊斯       | 雷婭·羅伊斯       |                   |                   | 戴蒙·坦格利安     | 戴蒙·坦格利安     | 戴蒙·坦格利安 | 戴蒙·坦格利安 | 戴蒙·坦格利安   | 戴蒙·坦格利安   |                 |                 | 奧托·海塔爾     | 奧托·海塔爾     | 奧托·海塔爾 | 奧托·海塔爾 | 奧托·海塔爾   | 奧托·海塔爾   |               |               | 霍伯特·海塔爾 | 霍伯特·海塔爾 | 霍伯特·海塔爾 | 霍伯特·海塔爾 | 霍伯特·海塔爾 | 霍伯特·海塔爾 |  |  |  |  |  |  |  |  |  |  |
|                 |                 |                 |                 |                 |                 |              |              |                        |                        |                        |                        |                        |                        |                 |                 |                            |                            |                            |                            |                            |                            |                   |                   |                            |                            |                            |                            |                            |                            |                            |                            |                            |                            |                     |                     |                     |                     |                 |                 |                        |                        |                        |                        |                        |                        |  |  |                   |                   |                   |                   |                                |                                |                                |                                |                                |                                |                                |                                |                                |                                |  |  |                          |                          |                          |                          |                          |                          |             |             |                   |                   |                   |                   |                   |                   |               |               |                 |                 |                 |                 |                 |                 |             |             |               |               |               |               |               |               |               |               |               |               |  |  |  |  |  |  |  |  |  |  |
|                 |                 |                 |                 |                 |                 |              |              |                        |                        |                        |                        |                        |                        |                 |                 |                            |                            |                            |                            |                            |                            |                   |                   |                            |                            |                            |                            |                            |                            |                            |                            |                            |                            |                     |                     |                     |                     |                 |                 |                        |                        |                        |                        |                        |                        |  |  |                   |                   |                   |                   |                                |                                |                                |                                |                                |                                |                                |                                |                                |                                |  |  |                          |                          |                          |                          |                          |                          |             |             |                   |                   |                   |                   |                   |                   |               |               |                 |                 |                 |                 |                 |                 |             |             |               |               |               |               |               |               |               |               |               |               |  |  |  |  |  |  |  |  |  |  |
| 戴蒙·坦格利安   | 戴蒙·坦格利安   | 戴蒙·坦格利安   | 戴蒙·坦格利安   | 戴蒙·坦格利安   | 戴蒙·坦格利安   |              |              | 蘭娜·瓦列利昂          | 蘭娜·瓦列利昂          | 蘭娜·瓦列利昂          | 蘭娜·瓦列利昂          | 蘭娜·瓦列利昂          | 蘭娜·瓦列利昂          |                 |                 | 蘭諾·瓦列利昂              | 蘭諾·瓦列利昂              | 蘭諾·瓦列利昂              | 蘭諾·瓦列利昂              | 蘭諾·瓦列利昂              | 蘭諾·瓦列利昂              |                   |                   |                            |                            |                            |                            |                            |                            |                            |                            |                            |                            |                     |                     | 雷妮拉·坦格利安     | 雷妮拉·坦格利安     | 雷妮拉·坦格利安 | 雷妮拉·坦格利安 | 雷妮拉·坦格利安        | 雷妮拉·坦格利安        |                        |                        |                        |                        |  |  | 戴蒙·坦格利安     | 戴蒙·坦格利安     | 戴蒙·坦格利安     | 戴蒙·坦格利安     | 戴蒙·坦格利安                  | 戴蒙·坦格利安                  |                                |                                | 貝隆·坦格利安 （死產）         | 貝隆·坦格利安 （死產）         | 貝隆·坦格利安 （死產）         | 貝隆·坦格利安 （死產）         | 貝隆·坦格利安 （死產）         | 貝隆·坦格利安 （死產）         |  |  |                          |                          |                          |                          |                          |                          |             |             |                   |                   |                   |                   |                   |                   |               |               | 亞莉森·海塔爾   | 亞莉森·海塔爾   | 亞莉森·海塔爾   | 亞莉森·海塔爾   | 亞莉森·海塔爾   | 亞莉森·海塔爾   |             |             | 加爾溫·海塔爾 | 加爾溫·海塔爾 | 加爾溫·海塔爾 | 加爾溫·海塔爾 | 加爾溫·海塔爾 | 加爾溫·海塔爾 |               |               |               |               |  |  |  |  |  |  |  |  |  |  |
| 戴蒙·坦格利安   | 戴蒙·坦格利安   | 戴蒙·坦格利安   | 戴蒙·坦格利安   | 戴蒙·坦格利安   | 戴蒙·坦格利安   |              |              | 蘭娜·瓦列利昂          | 蘭娜·瓦列利昂          | 蘭娜·瓦列利昂          | 蘭娜·瓦列利昂          | 蘭娜·瓦列利昂          | 蘭娜·瓦列利昂          |                 |                 | 蘭諾·瓦列利昂              | 蘭諾·瓦列利昂              | 蘭諾·瓦列利昂              | 蘭諾·瓦列利昂              | 蘭諾·瓦列利昂              | 蘭諾·瓦列利昂              |                   |                   |                            |                            |                            |                            |                            |                            |                            |                            |                            |                            |                     |                     | 雷妮拉·坦格利安     | 雷妮拉·坦格利安     | 雷妮拉·坦格利安 | 雷妮拉·坦格利安 | 雷妮拉·坦格利安        | 雷妮拉·坦格利安        |                        |                        |                        |                        |  |  | 戴蒙·坦格利安     | 戴蒙·坦格利安     | 戴蒙·坦格利安     | 戴蒙·坦格利安     | 戴蒙·坦格利安                  | 戴蒙·坦格利安                  |                                |                                | 貝隆·坦格利安 （死產）         | 貝隆·坦格利安 （死產）         | 貝隆·坦格利安 （死產）         | 貝隆·坦格利安 （死產）         | 貝隆·坦格利安 （死產）         | 貝隆·坦格利安 （死產）         |  |  |                          |                          |                          |                          |                          |                          |             |             |                   |                   |                   |                   |                   |                   |               |               | 亞莉森·海塔爾   | 亞莉森·海塔爾   | 亞莉森·海塔爾   | 亞莉森·海塔爾   | 亞莉森·海塔爾   | 亞莉森·海塔爾   |             |             | 加爾溫·海塔爾 | 加爾溫·海塔爾 | 加爾溫·海塔爾 | 加爾溫·海塔爾 | 加爾溫·海塔爾 | 加爾溫·海塔爾 |               |               |               |               |  |  |  |  |  |  |  |  |  |  |
|                 |                 |                 |                 |                 |                 |              |              |                        |                        |                        |                        |                        |                        |                 |                 |                            |                            |                            |                            |                            |                            |                   |                   |                            |                            |                            |                            |                            |                            |                            |                            |                            |                            |                     |                     |                     |                     |                 |                 |                        |                        |                        |                        |                        |                        |  |  |                   |                   |                   |                   |                                |                                |                                |                                |                                |                                |                                |                                |                                |                                |  |  |                          |                          |                          |                          |                          |                          |             |             |                   |                   |                   |                   |                   |                   |               |               |                 |                 |                 |                 |                 |                 |             |             |               |               |               |               |               |               |               |               |               |               |  |  |  |  |  |  |  |  |  |  |
|                 |                 |                 |                 |                 |                 |              |              |                        |                        |                        |                        |                        |                        |                 |                 |                            |                            |                            |                            |                            |                            |                   |                   |                            |                            |                            |                            |                            |                            |                            |                            |                            |                            |                     |                     |                     |                     |                 |                 |                        |                        |                        |                        |                        |                        |  |  |                   |                   |                   |                   |                                |                                |                                |                                |                                |                                |                                |                                |                                |                                |  |  |                          |                          |                          |                          |                          |                          |             |             |                   |                   |                   |                   |                   |                   |               |               |                 |                 |                 |                 |                 |                 |             |             |               |               |               |               |               |               |               |               |               |               |  |  |  |  |  |  |  |  |  |  |
| 貝拉·坦格利安   | 貝拉·坦格利安   | 貝拉·坦格利安   | 貝拉·坦格利安   | 貝拉·坦格利安   | 貝拉·坦格利安   |              |              | 雷娜·坦格利安          | 雷娜·坦格利安          | 雷娜·坦格利安          | 雷娜·坦格利安          | 雷娜·坦格利安          | 雷娜·坦格利安          |                 |                 | 傑卡里斯·瓦列利昂          | 傑卡里斯·瓦列利昂          | 傑卡里斯·瓦列利昂          | 傑卡里斯·瓦列利昂          | 傑卡里斯·瓦列利昂          | 傑卡里斯·瓦列利昂          |                   |                   | 路斯里斯·瓦列利昂          | 路斯里斯·瓦列利昂          | 路斯里斯·瓦列利昂          | 路斯里斯·瓦列利昂          | 路斯里斯·瓦列利昂          | 路斯里斯·瓦列利昂          |                            |                            | 喬佛里·瓦列利昂            | 喬佛里·瓦列利昂            | 喬佛里·瓦列利昂     | 喬佛里·瓦列利昂     | 喬佛里·瓦列利昂     | 喬佛里·瓦列利昂     |                 |                 | “少年”伊耿·坦格利安    | “少年”伊耿·坦格利安    | “少年”伊耿·坦格利安    | “少年”伊耿·坦格利安    | “少年”伊耿·坦格利安    | “少年”伊耿·坦格利安    |  |  | 韋賽里斯·坦格利安 | 韋賽里斯·坦格利安 | 韋賽里斯·坦格利安 | 韋賽里斯·坦格利安 | 韋賽里斯·坦格利安              | 韋賽里斯·坦格利安              |                                |                                | 維桑尼亞·坦格利安 （死產）     | 維桑尼亞·坦格利安 （死產）     | 維桑尼亞·坦格利安 （死產）     | 維桑尼亞·坦格利安 （死產）     | 維桑尼亞·坦格利安 （死產）     | 維桑尼亞·坦格利安 （死產）     |  |  | 伊耿·坦格利安二世        | 伊耿·坦格利安二世        | 伊耿·坦格利安二世        | 伊耿·坦格利安二世        | 伊耿·坦格利安二世        | 伊耿·坦格利安二世        |             |             | 海倫娜·坦格利安   | 海倫娜·坦格利安   | 海倫娜·坦格利安   | 海倫娜·坦格利安   | 海倫娜·坦格利安   | 海倫娜·坦格利安   |               |               | 伊蒙德·坦格利安 | 伊蒙德·坦格利安 | 伊蒙德·坦格利安 | 伊蒙德·坦格利安 | 伊蒙德·坦格利安 | 伊蒙德·坦格利安 |             |             | 戴倫·坦格利安 | 戴倫·坦格利安 | 戴倫·坦格利安 | 戴倫·坦格利安 | 戴倫·坦格利安 | 戴倫·坦格利安 |               |               |               |               |  |  |  |  |  |  |  |  |  |  |
| 貝拉·坦格利安   | 貝拉·坦格利安   | 貝拉·坦格利安   | 貝拉·坦格利安   | 貝拉·坦格利安   | 貝拉·坦格利安   |              |              | 雷娜·坦格利安          | 雷娜·坦格利安          | 雷娜·坦格利安          | 雷娜·坦格利安          | 雷娜·坦格利安          | 雷娜·坦格利安          |                 |                 | 傑卡里斯·瓦列利昂          | 傑卡里斯·瓦列利昂          | 傑卡里斯·瓦列利昂          | 傑卡里斯·瓦列利昂          | 傑卡里斯·瓦列利昂          | 傑卡里斯·瓦列利昂          |                   |                   | 路斯里斯·瓦列利昂          | 路斯里斯·瓦列利昂          | 路斯里斯·瓦列利昂          | 路斯里斯·瓦列利昂          | 路斯里斯·瓦列利昂          | 路斯里斯·瓦列利昂          |                            |                            | 喬佛里·瓦列利昂            | 喬佛里·瓦列利昂            | 喬佛里·瓦列利昂     | 喬佛里·瓦列利昂     | 喬佛里·瓦列利昂     | 喬佛里·瓦列利昂     |                 |                 | “少年”伊耿·坦格利安    | “少年”伊耿·坦格利安    | “少年”伊耿·坦格利安    | “少年”伊耿·坦格利安    | “少年”伊耿·坦格利安    | “少年”伊耿·坦格利安    |  |  | 韋賽里斯·坦格利安 | 韋賽里斯·坦格利安 | 韋賽里斯·坦格利安 | 韋賽里斯·坦格利安 | 韋賽里斯·坦格利安              | 韋賽里斯·坦格利安              |                                |                                | 維桑尼亞·坦格利安 （死產）     | 維桑尼亞·坦格利安 （死產）     | 維桑尼亞·坦格利安 （死產）     | 維桑尼亞·坦格利安 （死產）     | 維桑尼亞·坦格利安 （死產）     | 維桑尼亞·坦格利安 （死產）     |  |  | 伊耿·坦格利安二世        | 伊耿·坦格利安二世        | 伊耿·坦格利安二世        | 伊耿·坦格利安二世        | 伊耿·坦格利安二世        | 伊耿·坦格利安二世        |             |             | 海倫娜·坦格利安   | 海倫娜·坦格利安   | 海倫娜·坦格利安   | 海倫娜·坦格利安   | 海倫娜·坦格利安   | 海倫娜·坦格利安   |               |               | 伊蒙德·坦格利安 | 伊蒙德·坦格利安 | 伊蒙德·坦格利安 | 伊蒙德·坦格利安 | 伊蒙德·坦格利安 | 伊蒙德·坦格利安 |             |             | 戴倫·坦格利安 | 戴倫·坦格利安 | 戴倫·坦格利安 | 戴倫·坦格利安 | 戴倫·坦格利安 | 戴倫·坦格利安 |               |               |               |               |  |  |  |  |  |  |  |  |  |  |
|                 |                 |                 |                 |                 |                 |              |              |                        |                        |                        |                        |                        |                        |                 |                 |                            |                            |                            |                            |                            |                            |                   |                   |                            |                            |                            |                            |                            |                            |                            |                            |                            |                            |                     |                     |                     |                     |                 |                 |                        |                        |                        |                        |                        |                        |  |  |                   |                   |                   |                   |                                |                                |                                |                                |                                |                                |                                |                                |                                |                                |  |  |                          |                          |                          |                          |                          |                          |             |             |                   |                   |                   |                   |                   |                   |               |               |                 |                 |                 |                 |                 |                 |             |             |               |               |               |               |               |               |               |               |               |               |  |  |  |  |  |  |  |  |  |  |
|                 |                 |                 |                 |                 |                 |              |              |                        |                        |                        |                        |                        |                        |                 |                 |                            |                            |                            |                            |                            |                            |                   |                   |                            |                            |                            |                            |                            |                            |                            |                            |                            |                            |                     |                     |                     |                     |                 |                 |                        |                        |                        |                        |                        |                        |  |  |                   |                   |                   |                   |                                |                                |                                |                                |                                |                                |                                |                                |                                |                                |  |  |                          |                          |                          |                          |                          |                          |             |             |                   |                   |                   |                   |                   |                   |               |               |                 |                 |                 |                 |                 |                 |             |             |               |               |               |               |               |               |               |               |               |               |  |  |  |  |  |  |  |  |  |  |
|                 |                 |                 |                 |                 |                 |              |              |                        |                        |                        |                        |                        |                        |                 |                 |                            |                            |                            |                            |                            |                            |                   |                   |                            |                            |                            |                            |                            |                            |                            |                            |                            |                            |                     |                     |                     |                     |                 |                 |                        |                        |                        |                        |                        |                        |  |  |                   |                   |                   |                   |                                |                                |                                |                                |                                |                                |                                |                                |                                |                                |  |  | 傑赫里斯·坦格利安        | 傑赫里斯·坦格利安        | 傑赫里斯·坦格利安        | 傑赫里斯·坦格利安        | 傑赫里斯·坦格利安        | 傑赫里斯·坦格利安        |             |             | 傑赫妮拉·坦格利安 | 傑赫妮拉·坦格利安 | 傑赫妮拉·坦格利安 | 傑赫妮拉·坦格利安 | 傑赫妮拉·坦格利安 | 傑赫妮拉·坦格利安 |               |               |                 |                 |                 |                 |                 |                 |             |             |               |               |               |               |               |               |               |               |               |               |  |  |  |  |  |  |  |  |  |  |

  = 坦格利安國王
  = 合法的王位繼承人
註釋
1. ↑  伊尼斯一世之子伊耿的王位被叔叔“殘酷的”梅葛篡奪；他與梅葛決戰但失敗被殺，死後被稱為“無冕者”伊耿。
2. ↑  傑赫里斯一世和亞莉珊共育有13個孩子，因數量過多未能盡錄在世系圖中。
3. 1 2 3  戴蒙先後有過三段婚姻。
4. ↑  蘭諾只是傑卡里斯、路斯里斯和喬佛里表面上的合法父親，他們實際上是雷妮拉與哈爾溫·史壯爵士的私生子。

## 主要角色

### 韋賽里斯·坦格利安一世
- 韋賽里斯·坦格利安一世（；由派迪·康斯丁飾演，第1季，第2季客串）

統治七大王國，坦格利安王朝的第五任國王。他是前國王“仲裁者”傑赫里斯·坦格利安一世的孫子，愛瑪·艾林王后以及後來亞莉森·海塔爾王后的丈夫。他的第一任妻子愛瑪為他生下後來的雷妮拉·坦格利安女王和出生不久後夭折的貝隆·坦格利安王子，他的第二任妻子亞莉森則為他生下後來的伊耿·坦格利安二世國王、海倫娜·坦格利安王后、伊蒙德·坦格利安王子和戴倫·坦格利安王子。他是一名馭龍者，駕馭的龍是“黑死神”貝勒里恩。堂姐雷妮絲·坦格利安公主和他都是繼承祖父成為七大王國統治者的候選人，最後他在101AC年大議會被選為王位繼承人。9年後，他舉辦盛大的繼承人錦標賽來慶祝兒子貝隆的準備出生，但由於分娩出現困難，他決定犧牲自己的妻子愛瑪，命令梅羅斯大學士對她進行剖宫产以確保自己能得到男性繼承人，此舉最後導致愛瑪死亡，貝隆亦在數小時後夭折。愛瑪死後，他宣佈自己唯一的女兒雷妮拉將取代他的弟弟戴蒙·坦格利安親王成為王位繼承人，並告訴她有關征服者伊耿“預言中的王子”的夢。他在某次坐上鐵王座時割傷了手指，雖然一開始似乎是小事，但傷口隨着時間的推移卻出現更嚴重的感染。期望再婚的他不顧御前會議提出與科利斯·瓦列利昂伯爵的小女兒蘭娜·瓦列利昂小姐結婚的建議，反而與雷妮拉的好朋友亞莉森結婚；亞莉森為他生下兒子伊耿，但他決定無論如何都要保留雷妮拉作為自己的繼承人。他為了慶祝伊耿的第二命名日而舉行狩獵之旅，同時無視石階列島正在進行的戰爭，並希望通過將雷妮拉嫁給其他貴族伯爵來建立一個強大的同盟，這樣她就可以生孩子以進一步確保能傳承血統。為了維持與富有的瓦列利昂家族的關係，他和科利斯一起安排科利斯的兒子蘭諾·瓦列利昂爵士與雷妮拉聯姻，修復了坦格利安家族和瓦列利昂家族之間的裂痕。10年後，他被鐵王座割傷的傷口開始產生影響，且隨着時間的流逝他變得越來越虛弱並開始患有麻风病。為了繼續履行國王的職責他開始服用“罌粟奶”，同時反對雷妮拉和亞莉森領導下的政治派系分裂，但他仍無法阻止這些派系的失控。6年後，隨着他的身體每況愈下且行走困難，國王之手奧托·海塔爾爵士現在已經負責管理所有的王室事務了。他舉行最後一次的家庭聚會，將他的孩子和最親密的盟友聚集在一起，試圖阻止他們之間進一步的衝突；雖然這看起來很成功，但他很快就變得精神錯亂並臥床不起。他在臨終時將亞莉森誤認為是雷妮拉而不斷與她談論着“預言中的王子”，此舉使亞莉森誤會以為他希望兩人的兒子伊耿登上王位。他不久之後就因病去世，亞莉森和奧托控制御前會議發動政變，篡奪雷妮拉的繼承權並擁立伊耿登基成為新國王，被稱為“血龍狂舞”的王室內戰就此爆發。
在第2季，他在逗留赫倫堡的戴蒙的神秘幻覺中出現。

### 戴蒙·坦格利安
- 戴蒙·坦格利安（；由馬特·史密斯飾演）

韋賽里斯·坦格利安一世國王的弟弟，也是雷婭·羅伊斯夫人、蘭娜·瓦列利昂夫人和後來的侄女雷妮拉·坦格利安女王的丈夫，因其行為莫測而被稱為“浪蕩王子”。他的第二任妻子蘭娜為他生下貝拉·坦格利安小姐和雷娜·坦格利安小姐，他的第三任妻子雷妮拉則為他生下“少年”伊耿·坦格利安王子、韋賽里斯·坦格利安王子和死產的維桑尼亞·坦格利安公主。他是一名馭龍者，駕馭的龍是“嗜血巨蟲”科拉克休，持有祖傳的瓦雷利亞鋼劍“暗黑姐妹”。雖然是鐵王座的繼承人，但御前會議認為他不適合統治，因為他不願參與政治和作為都城守備隊司令卻用殘酷的方法整頓治安。愛瑪·艾林王后和她年幼的兒子貝隆·坦格利安王子死後他被韋賽里斯一世剝奪了繼承權，因為他嘲笑夭折的貝隆為“一日繼承人”；韋賽里斯一世繼而宣佈自己唯一的女兒雷妮拉為新的王位繼承人，他和情人彌賽麗亞離開君臨並佔領龍石島。他後來為了得到哥哥的注意而偷走屬於已故貝隆的龍蛋，謊稱是為了彌賽麗亞肚裡未出生的孩子，結果雷妮拉到來和平地取回龍蛋，而彌賽麗亞在意識到自己只是被利用後便離開了他。在韋賽里斯一世拒絕面對三女兒同盟的威脅後，科利斯·瓦列利昂伯爵請求他在石階列島戰爭中提供援助。經過3年的苦戰，他在血石島之圍中殺死三女兒同盟海軍上將克拉哈斯·德拉哈後贏得戰爭，並被授予“狹海之王”的稱號。他在戰後返回君臨，並在韋賽里斯一世面前跪下放棄“狹海之王”王冠，稱韋賽里斯一世才是真正的國王。在發現雷妮拉需要一個丈夫後，他在夜間帶她來到君臨的一間妓院，並嘗試誘惑雷妮拉意圖使她名譽受損以迎娶她但失敗。韋賽里斯一世得知後相信他仍在尋求機會登上鐵王座，因此命令他馬上回到妻子雷婭身邊，兄弟二人的關係再度惡化。隨後，他回到谷地並謀殺了妻子雷婭以便能與雷妮拉結婚；然而，作為與科利斯政治聯盟的條件，雷妮拉很快就與蘭諾·瓦列利昂爵士結婚，但他設法引起蘭娜的注意並隨後與她結婚。10年後，夫妻兩人與他們的女兒住在潘托斯，直到蘭娜在第三次懷孕期間因難產而自殺。他隨後在潮頭島參加蘭娜的葬禮，並在那裡與雷妮拉重聚；雷妮拉向他提議結婚以加強自己對鐵王座的繼承權，但兩人清楚在蘭諾還活着的情況下他們是不能結婚的。隨後，他與蘭諾的情人科爾·科里爵士合謀偽造蘭諾的死亡，結果科爾和蘭諾一起私奔，他和雷妮拉亦順利結為夫妻。6年後，魏蒙德·瓦列利昂爵士向韋賽里斯一世請願任命自己為潮頭島繼承人，在魏蒙德公開侮辱雷妮拉並稱她的孩子是私生子後，他斬首了魏蒙德作為回應。韋賽里斯一世死後，伊耿·坦格利安二世篡奪了王位成為新國王，雷妮拉在龍石島上生下死產的維桑尼亞公主，他隨後在女兒的葬禮上加冕雷妮拉為七大王國的合法女王。
在第2季，隨着路斯里斯·瓦列利昂王子的離世，他對雷妮拉及其支持者的無所作為感到氣餒。在他向被囚禁的彌賽麗亞承諾給予自由以換取她的一名間諜作為條件後，他潛入君臨僱傭一名守備隊成員“鮮血”和彌賽麗亞的間諜－捕鼠人“奶酪”刺殺伊蒙德·坦格利安王子，但最後伊耿二世的兒子傑赫里斯·坦格利安王子卻被謀殺並斬首。雷妮拉懷疑他對此事負責，然後表示自己不再信任他，導致他離開龍石島。他獨自騎龍飛往赫倫堡，代理城主西蒙·史壯爵士不戰而降，讓他單槍匹馬輕鬆奪取城堡。他後來看到了年輕的雷妮拉將傑赫里斯的頭縫回身體上的幻覺；醒來後發現自己身處赫倫堡的神木林，站在附近的亞麗·河文對他預言說：“你會葬身於此。”在赫倫堡期間，他繼續看到亞麗誘發的幻覺，映出他對雷妮拉、蘭娜、韋賽里斯一世和母親阿萊莎·坦格利安公主的愧疚感。他召集徒利家族和布萊伍德家族在赫倫堡與他會面，隨後與奧斯卡·徒利爵士和威廉·布萊伍德爵士討論效忠事宜。他帶同威廉與阿摩斯·布雷肯伯爵會面，並用龍焰威脅阿摩斯要求布雷肯家族效忠於自己，但阿摩斯拒絕屈服。他開始整修赫倫堡以駐守不斷壯大的軍隊，後來得知布雷肯家族已向布萊伍德家族投降，但幾位河間地貴族因布萊伍德家族襲擊和劫掠布雷肯家族的土地而斥責他是暴君，並拒絕代表家族承諾效忠他。他從又一個幻覺中醒來後用刀威脅西蒙並質疑西蒙對自己的忠誠度，然後決定親自前往直面河間地的貴族們，但在打算離開時被亞麗阻止；他向亞麗尋求建議，亞麗說服他應該留下再等三天，他亦勉強答應了。三天後，西蒙告訴他亞麗嘗試救治生病的格羅佛·徒利公爵但失敗，後者不久後就去世了；他聽到消息後高興得流淚，因為他終於可以讓格羅佛的孫子兼繼承人奧斯卡完全效忠於自己，進而使說服其他河間地貴族變得更容易。他將河間地貴族們聚集在赫倫堡，奧斯卡表示會履行已故爺爺支持雷妮拉繼承鐵王座的誓言。奧斯卡隨後要求威廉就因他的命令而對布雷肯家族作出戰爭暴行接受懲罰，以讓其他河間地貴族能夠開始信任自己；他答應並親手將威廉斬首。

### 雷妮拉·坦格利安
- 雷妮拉·坦格利安（；成年版由艾瑪·達西飾演；年輕版由米莉·愛考克飾演，第1季，第2季客串）

自封七大王國女王。她是韋賽里斯·坦格利安一世國王和愛瑪·艾林王后的女兒，也是蘭諾·瓦列利昂爵士和後來的叔叔戴蒙·坦格利安親王的妻子。她為第一任丈夫蘭諾生下傑卡里斯·瓦列利昂王子、路斯里斯·瓦列利昂王子和喬佛里·瓦列利昂王子，並為第二任丈夫戴蒙生下“少年”伊耿·坦格利安王子、韋賽里斯·坦格利安王子和死產的維桑尼亞·坦格利安公主。她是一名馭龍者，駕馭的龍是敘拉克斯。她也是亞莉森·海塔爾小姐的兒時好友，兩人一起在紅堡長大。母親愛瑪和弟弟貝隆·坦格利安王子死後她成為鐵王座的繼承人，韋賽里斯一世告訴她有關征服者伊耿“預言中的王子”的夢。在挑選御林鐵衛的過程中，她親自選擇克里斯頓·科爾爵士成為自己的保護者。在戴蒙失去繼承權後為了得到哥哥的注意而偷走屬於已故貝隆的龍蛋時，她親身到龍石島將其取回。得知父親與亞莉森結婚的消息時她心煩意亂，並在亞莉森生下兒子伊耿·坦格利安王子後變得憂心忡忡，擔心父親會將繼承權封給伊耿。戴蒙在石階列島戰爭中取得勝利後，晚上帶着她來到君臨的一間妓院引誘她但未能成功。灰心的她後來回到紅堡引誘克里斯頓，儘管克里斯頓身為御林鐵衛曾經發誓不與任何人上床且自身也不情願，然而最終兩人還是發生了關係。她後來被亞莉森質問時否認了自己與戴蒙的戀情，但克里斯頓隨後承認了，這讓亞莉森感到被背叛。在招親失敗後，她同意韋賽里斯一世和科利斯·瓦列利昂伯爵的安排與蘭諾結婚，作為與瓦列利昂家族政治聯盟的條件。她和蘭諾達成共識－兩人將一起履行王室職責，但蘭諾可以繼續保持與他的男性情人喬佛里·隆莫斯爵士的關係，而她亦可以繼續與克里斯頓私通。然而，她與克里斯頓後來斷絕了私通關係，克里斯頓隨後在她和蘭諾的婚禮宴會上殺死了喬佛里。10年後，她的三個兒子都是與情人哈爾溫·史壯爵士所生的，而蘭諾則是表面上他們的合法父親。她在潮頭島參加蘭娜·瓦列利昂夫人的葬禮，夜間一次爭執中她的二兒子路斯里斯插盲了亞莉森的兒子伊蒙德·坦格利安王子的左眼，亞莉森請求挖出路斯里斯的眼睛“以眼還眼”但遭到拒絕，亞莉森隨後打傷了她。她與戴蒙重聚並向他提議結婚以加強自己對鐵王座的繼承權，戴蒙幫助偽造蘭諾的死亡使他能夠流亡到厄斯索斯，她與戴蒙亦順利結為夫妻。韋賽里斯一世死後，伊耿二世篡奪王位成為新國王，她在龍石島上生下死產的維桑尼亞公主。在葬禮上，伊利克·卡蓋爾爵士帶着韋賽里斯一世的王冠到來，戴蒙用這頂王冠將她加冕為七大王國的合法女王。她派遣兒子傑卡里斯和路斯里斯作為特使，確保史塔克家族、艾林家族和拜拉席恩家族信守誓言支持自己爭奪鐵王座，但路斯里斯卻在回程時被伊蒙德和他的龍瓦格哈爾殺死。
在第2季，她飛往風息堡尋回兒子的龍阿拉克斯的部分遺骸，但路斯里斯卻被整個吞噬而沒有留下遺體；她在龍石島為他舉行了葬禮。伊耿二世的兒子傑赫里斯·坦格利安王子被謀殺後，她擔心自己的聲望會因而受到影響，並在戴蒙被揭露為罪魁禍首後表示不再信任他。為了報復傑赫里斯被謀殺，克里斯頓派亞歷克·卡蓋爾爵士去刺殺她，危急關頭亞歷克的雙胞胎兄弟伊利克趕到營救她，最後這場衝突以兄弟倆死亡完結。貝拉·坦格利安小姐在黑黨會議上報告克里斯頓率領一支軍隊進入王領後，她在彌賽麗亞和史蒂芬·達克林爵士的協助下偽裝成修女潛入君臨，並在聖堂秘密拜訪亞莉森試圖講和。得知亞莉森誤解了韋賽里斯一世有關“預言中的王子”的遺言，她嘗試向亞莉森解釋，但亞莉森卻警告她戰爭已經不可避免了。回到龍石島後，她派雷妮絲·坦格利安公主騎龍飛往準備被克里斯頓軍隊圍攻的鴉棲堡；作為自己的繼承人，她也向傑卡里斯講述有關征服者伊耿“預言中的王子”的夢。鴉棲堡之戰導致雷妮絲死亡後，她派貝拉邀請科利斯出任女王之手，並讓阿爾弗雷德·布魯姆爵士前往赫倫堡聯絡戴蒙。與傑卡里斯交談後，兩人決定要在其他家族中找到瓦雷利亞後裔，招攬他們成為馭龍者騎乘沃米索爾和銀翼，以打敗強大的瓦格哈爾。當傑卡里斯發現史蒂芬有坦格利安血統後，她請求他嘗試馴服一條野龍，而他亦欣然同意。她目睹史蒂芬試圖馴服海煙但沒有成功，更被海煙噴出的龍焰活活燒死。彌賽麗亞向她說間諜已經開始在君臨散播謠言以動搖伊耿二世的統治，再報告自己成功用懸掛坦格利安旗幟的多艘小船將食物海運往君臨，城中的平民們公開讚揚她。她與彌賽麗亞深入聊天，更被對方的話語所感動，兩人隨後熱情地接吻。洛倫特·馬爾布蘭爵士帶來消息，稱海煙已被一名身份不明的馭龍者馴服，她於是騎龍前往直面該人。她在直面剛成為馭龍者的船殼鎮的亞當並接受他作為盟友後受到鼓舞，因為她現在知道任何擁有瓦雷利亞血統的人都有機會馴服龍。儘管傑卡里斯、巴蒂莫斯·賽提加伯爵和守龍人們反對，她還是要求彌賽麗亞派間諜在君臨各地傳話，指自己正在尋找坦格利安私生子以讓他們嘗試成為馭龍者。將龍種們聚集在龍石島後，她在他們面前召喚來沃米索爾，並看著數十個龍種被沃米索爾殺死直到他最終被“鐵鎚”修夫馴服。伊蒙德騎着瓦格哈爾追趕剛成功馴服銀翼的“白髮”烏爾夫到龍石島時，她和她的新馭龍者們與伊蒙德對峙，迫使伊蒙德在目睹三條準備好發起攻擊的成年龍後迅速撤退。

### 奧托·海塔爾
- 奧托·海塔爾（；由萊斯·伊凡飾演）

先後在“仲裁者”傑赫里斯·坦格利安一世國王、韋賽里斯·坦格利安一世國王與伊耿·坦格利安二世國王領導的御前會議中擔任國王之手。他是加爾溫·海塔爾爵士和亞莉森·海塔爾王后的父親。愛瑪·艾林王后死後，他讓亞莉森接近悲傷的國王，後來他們結婚並生下長子伊耿。哥哥霍伯特·海塔爾伯爵經常給予他壓力，要求他幫助伊耿取代雷妮拉·坦格利安公主成為鐵王座的繼承人，因為這將增強他們家族的權力。在發現他設局讓亞莉森成為自己的妻子後，韋賽里斯一世以認為他判斷力降低為由解除他國王之手的職務。10年後，為了幫助希望父親奪回位置的亞莉森，拉里斯·史壯精心策劃一場大火謀殺當時的國王之手萊昂諾·史壯伯爵，這讓他順利恢復國王之手的職位。隨後，他花了數年時間與其他御前會議成員泰蘭·蘭尼斯特爵士、賈斯皮·威爾德伯爵和歐維爾大學士密謀，在韋賽里斯一世因病情惡化慢慢步向死亡時計劃篡奪王位並擁立伊耿為國王。韋賽里斯一世死後，他馬上實施計劃篡奪雷妮拉的繼承權並加冕伊耿二世成為新國王。
在第2季，他敦促伊耿二世對君臨的平民採取強硬態度，確保資源充足以應對即將到來的與雷妮拉及其支持者的戰爭。傑赫里斯·坦格利安王子被謀殺後，他下令舉行公開葬禮遊行，以激起民眾反對雷妮拉的情緒。當他得知伊耿二世下令處決數十名無辜者以報復兒子的死後，他感到憤怒並斥責伊耿二世；他也質疑伊耿二世讚許克里斯頓·科爾爵士派亞歷克·卡蓋爾爵士刺殺雷妮拉的判斷，因為他認為目前應該扭轉公眾對她的看法而不是立即尋求報復。他試圖在伊耿二世對自己幫助他成為國王付出的努力不屑一顧時離開，但伊耿二世命令他辭去國王之手，並讓克里斯頓接替他的職務。隨後他返回舊鎮打算指導自己最小的孫子戴倫·坦格利安王子。

### 科利斯·瓦列利昂
- 科利斯·瓦列利昂（；由史提夫·陶森特飾演）

綽號“海蛇”，潮頭島伯爵、瓦列利昂家族族長和維斯特洛大陸歷史上最著名的航海冒險家，曾在韋賽里斯·坦格利安一世國王統治期間擔任海政大臣，後來在雷妮拉·坦格利安女王領導的黑黨會議中擔任女王之手。他是雷妮絲·坦格利安公主的丈夫，也是與雷妮絲所生的蘭諾·瓦列利昂爵士和蘭娜·瓦列利昂夫人，以及兩個私生子船殼鎮的埃林和船殼鎮的亞當的父親。赫倫堡大議會結束後，他對妻子雷妮絲儘管能合法繼承王位卻因性別而輸掉繼承權感到憤怒。他在韋賽里斯一世統治期間被任命為海政大臣；儘管韋賽里斯一世幾乎得到整個御前會議的全力支持，但他仍因為韋賽里斯一世決定與亞莉森·海塔爾小姐而不是自己的女兒蘭娜結婚辭去職務。當三女兒同盟擾亂維斯特洛大陸的海上貿易並因此損害瓦列利昂家族的利益和聲譽時，他領導發起針對三女兒同盟的石階列島戰爭，更尋求戴蒙·坦格利安親王的幫助；經過三年的征戰，三女兒同盟被擊敗並退回厄斯索斯。他和韋賽里斯一世安排了蘭諾和雷妮拉的婚姻，期望讓他們未來的兒子成為鐵王座和潮頭島的繼承人。10年後，雷妮絲私下力勸他讓兩人的長孫女貝拉·坦格利安小姐成為潮頭島的繼承人，而不是蘭諾的兒子們，因為所有人都認為他們是私生子。6年後，他在石階列島戰爭中因三女兒同盟的重新崛起而受重傷，他的弟弟魏蒙德·瓦列利昂爵士向韋賽里斯一世請願任命自己為潮頭島繼承人，魏蒙德公開侮辱雷妮拉和蘭諾並稱他們的孩子是私生子後被戴蒙斬首。韋賽里斯一世死後，伊耿·坦格利安二世篡奪王位成為新國王，他和雷妮絲發誓支持雷妮拉和黑黨，並派遣瓦列利昂艦隊封鎖黑水灣。
在第2季，他監督旗艦“海蛇號”的維修工作，並感謝船殼鎮的埃林在石階列島救了自己一命。他後來看到雷妮絲直面埃林，雷妮絲告訴他埃林的出身不應該被隱藏起來。他在鴉棲堡之戰後哀悼被殺的妻子雷妮絲；貝拉被雷妮拉派來邀請他擔任女王之手，猶豫過後他被貝拉說服出任。他打算讓貝拉成為自己的繼承人，但貝拉說自己比起瓦列利昂家族而言更像是坦格利安家族的人並拒絕了。他邀請埃林成為“海蛇號”上自己的大副，儘管埃林很不情願，但他仍命令對方接受。得知亞當成功馴服曾屬於自己長子蘭諾的龍海煙後，他與亞當見面並第一次稱讚對方。他其後問埃林想不想像弟弟亞當一樣馴服一條龍，但埃林拒絕並表示自己寧願成為瓦列利昂家族的人。

### 雷妮絲·坦格利安
- 雷妮絲·坦格利安（；由夏娃·貝斯飾演，第1－2季）

外號“無冕女王”，是韋賽里斯·坦格利安一世國王的堂姐、科利斯·瓦列利昂伯爵的妻子、以及蘭諾·瓦列利昂爵士和蘭娜·瓦列利昂夫人的母親。她是一名馭龍者，駕馭的龍是“紅女王”梅麗亞斯。她曾經是繼承祖父成為七大王國統治者的候選人，但在赫倫堡大議會期間由於性別而輸掉繼承權給韋賽里斯。12年後，儘管她斷言讓蘭諾和雷妮拉·坦格利安公主結婚最終可能會害死兒子蘭諾，但她還是在科利斯說服下同意這門婚事。10年後，她私下力勸科利斯讓兩人的長孫女貝拉·坦格利安小姐成為潮頭島的繼承人，而不是蘭諾的兒子們，因為所有人都認為他們是私生子。6年後，科利斯在石階列島戰爭中遭受重傷，在魏蒙德·瓦列利昂爵士向韋賽里斯一世請願任命自己為潮頭島繼承人時，她下定主意選擇支持路斯里斯·瓦列利昂王子對潮頭島繼承權的宣稱。韋賽里斯一世死後，她被正在篡奪雷妮拉王位並擁立伊耿·坦格利安二世為新國王的御前會議軟禁。隨後她被伊利克·卡蓋爾爵士釋放，並在伊耿二世加冕禮期間騎着梅麗亞斯衝出龍穴逃離君臨。她飛往龍石島告知雷妮拉有關她父親韋賽里斯一世的死訊，並和科利斯發誓支持雷妮拉和黑黨。
在第2季，她負責巡邏瓦列利昂艦隊對黑水灣的封鎖區域，返回龍石島後戴蒙·坦格利安親王找到她，要求她陪同自己前往君臨殺死伊蒙德·坦格利安王子為路斯里斯報仇，但她拒絕在雷妮拉仍沉浸在喪子之痛時採取行動。她被雷妮拉派遣騎乘梅麗亞斯前往保護被克里斯頓·科爾爵士軍隊圍攻的鴉棲堡。在鴉棲堡之戰中，她成功重傷伊耿二世的龍“陽炎”並擊敗他們。然而，在伊蒙德和他的龍瓦格哈爾到來後，雖然她最初佔了上風，但伊蒙德指揮瓦格哈爾伏擊並咬斷梅麗亞斯的脖子，她伴隨着梅麗亞斯的屍體墜落鴉棲堡身亡。

### 彌賽麗亞
- 彌賽麗亞（；由水野索諾亞飾演）

綽號“白蟲”，來自遠東夷地的前妓院舞女，曾是戴蒙·坦格利安親王的情婦。戴蒙偷走屬於已故貝隆·坦格利安王子的龍蛋，當奧托·海塔爾爵士要求歸還龍蛋時她和戴蒙一起在龍石島，得知戴蒙在她不知情的情況下謊稱她懷孕和兩人已經訂婚。她向戴蒙質問這個謊言，並在意識到自己只是被利用後便離開了他。她不久後就在君臨建立了一個間諜網絡，並將戴蒙和雷妮拉·坦格利安公主的秘密行為的消息通報給奧托，這打破奧托和韋賽里斯·坦格利安一世國王之間的信任。許多年後，她的一名間諜塔利亞成為亞莉森·海塔爾王后的侍女之一，負責向她通報國王的健康狀況。韋賽里斯一世死後，她綁架了伊耿·坦格利安王子並要求與奧托會面。她威脅奧托要滿足她幫助君臨中可憐的孩子的要求，否則她會殺死伊耿。後來，拉里斯·史壯伯爵在亞莉森的命令下燒毀她的宅邸，圍捕並處決了紅堡的所有家務人員，以除掉她安插的間諜。
在第2季，她乘船逃離君臨但被瓦列利昂艦隊攔截，在被伊利克·卡蓋爾爵士發現後囚禁於龍石島。為了換取自由，她向戴蒙提供一位她在君臨的聯繫人，這間接導致傑赫里斯·坦格利安王子的死亡。在戴蒙違背釋放自己的承諾後，雷妮拉選擇釋放她。然而，她在離開龍石島之前發現潛入的亞歷克·卡蓋爾爵士，並向伊利克警告亞歷克的到來，此舉拯救了雷妮拉的生命。隨後，她請求加入雷妮拉的黑黨會議擔任她的顧問，尋求報復海塔爾家族。她亦協助雷妮拉潛入君臨秘密會見亞莉森。她派雷妮拉的侍女艾琳達·馬賽潛入君臨與酒吧女侍戴安娜會面，希望戴安娜幫忙煽動平民情緒。不久之後，她向雷妮拉報告間諜已經開始在君臨散播謠言以動搖伊耿二世的統治。她再用懸掛坦格利安旗幟的多艘小船將食物海運往君臨，使城中的平民們公開讚揚雷妮拉。她向雷妮拉講述自己的過去——小時候父親強姦她並在她身上留下傷痕，這教會自己不要相信任何人。隨後，她表示因為雷妮拉平等對待自己所以會忠於對方；雷妮拉安慰她，兩人再熱情地接吻。由於擁有坦格利安遠祖的貴族數量很少，她建議雷妮拉不如在君臨尋找血緣關係更深厚的私生子。她在雷妮拉的要求下向君臨的艾琳達傳話，艾琳達隨即散播雷妮拉正在尋找坦格利安私生子以讓他們嘗試成為馭龍者的消息，而船殼鎮的埃林則負責用船將他們送到龍石島，當中就包括“鐵鎚”修夫和“白髮”烏爾夫。

### 克里斯頓·科爾
- 克里斯頓·科爾（；由法比恩·法蘭科飾演）

一位在多恩邊境出生的騎士，黑港城唐德利恩家族屬下的管家之子。他是韋賽里斯·坦格利安一世國王和伊耿·坦格利安二世國王時期的御林鐵衛成員。在伊耿二世統治期間，他接替哈羅德·維斯特林爵士擔任御林鐵衛隊長，隨後接替奧托·海塔爾爵士擔任國王之手。他參加韋賽里斯一世舉辦的繼承人錦標賽，先後在比武和單挑中擊敗博蒙德·拜拉席恩公爵和戴蒙·坦格利安親王，並獲得雷妮拉·坦格利安公主的信物。萊安·雷德溫爵士死後，他在雷妮拉的堅持下被任命為新的御林鐵衛，並成為她的貼身護衛。雷妮拉後來引誘他發生關係，這違背了御林鐵衛不與任何人上床的誓言。當蘭諾·瓦列利昂爵士和雷妮拉宣布結婚時，他要求雷妮拉與自己私奔但遭到拒絕，這讓他心煩意亂。他後來向亞莉森·海塔爾王后坦白自己的罪行，亞莉森雖然感覺被雷妮拉背叛，但仍為他保守了秘密。在蘭諾和雷妮拉的婚禮宴會上，蘭諾的情人喬佛里·隆莫斯爵士告訴他自己已經知道雷妮拉與他私通；他將此視為威脅而打死喬佛里，在準備自殺保住名譽時被亞莉森阻止。10年後，他在訓練雷妮拉的兒子們劍術時出言刺激哈爾溫·史壯爵士，暗指雷妮拉和蘭諾的兒子們實際上是哈爾溫所生的，此舉激怒並促使哈爾溫離開君臨。6年後韋賽里斯一世去世，當林曼·畢斯柏里伯爵抗議御前會議計劃篡奪王位並擁立伊耿為國王時，他意外殺死了林曼。當時的御林鐵衛隊長哈羅德對御前會議的行動和他謀殺林曼感到憤怒並辭任御林鐵衛以示抗議，他因而接替擔任新的御林鐵衛隊長。他和伊蒙德·坦格利安王子被亞莉森派往城市尋找伊耿；他隨後在龍穴用征服者伊耿的王冠為伊耿二世加冕，此舉為他帶來“擁王者”的稱號。
在第2季，他開始與亞莉森發生性關係；他在傑赫里斯·坦格利安王子被謀殺時正與亞莉森上床。他因為沒有未能保護傑赫里斯而感到內疚，於是派亞歷克·卡蓋爾爵士去刺殺雷妮拉。將此事告知國王後，伊耿二世命令奧托辭去國王之手的職務，認為奧托在尋求報復方面缺乏行動，並任命他接替成為新的國王之手。他負責率領一支軍隊與加爾溫·海塔爾爵士一起進入王領，說服宣布效忠於雷妮拉的人投降，而不願投降的就殺死。他們後來被騎龍巡邏的貝拉·坦格利安小姐發現，並向黑黨會議報告了他們的行蹤。他不戰而屈人之兵，成功說服羅斯比家族和史鐸克渥斯家族加入軍隊，並在暮谷鎮處決岡梭爾·達克林伯爵後得到達克林軍隊。他隨後帶領聯合軍隊圍攻鴉棲堡，並目睹雷妮絲·坦格利安公主、伊耿二世和伊蒙德之間的火龍混戰。伊耿二世和陽炎從天上被擊落後，他趕去援助倒下的國王。回到君臨後，他在街道上將梅麗亞斯的頭顱遊街示眾，這讓平民們感到非常恐懼。考慮到伊耿二世受傷無法處理國務要委任攝政時，他支持選擇伊蒙德而不是亞莉森。隨後，他與加爾溫率領聯軍再次離開君臨並進軍河間地。

### 亞莉森·海塔爾
- 亞莉森·海塔爾（；成年版由奧利薇亞·庫克飾演；年輕版由艾蜜莉·凱利飾演）

韋賽里斯·坦格利安一世國王的第二任妻子，後成為七大王國太后。她是奧托·海塔爾爵士的女兒，伊耿·坦格利安二世國王、海倫娜·坦格利安王后、伊蒙德·坦格利安王子和戴倫·坦格利安王子的母親。她也是雷妮拉·坦格利安公主的兒時好友，兩人一起在紅堡長大。愛瑪·艾林王后死後，父親奧托指使她接近悲傷的韋賽里斯一世；韋賽里斯一世後來不顧御前會議的勸告執意與她結婚，她很快就生下長子伊耿。無意中聽到奧托和韋賽里斯一世討論有關雷妮拉與戴蒙·坦格利安親王的秘密私通行為時，她私下直面雷妮拉，但雷妮拉否認這一個謠言，這開始在兩人之間產生裂痕。拉里斯·史壯告訴她梅羅斯大學士奉命將用於墮胎的“月茶”交予雷妮拉，她就此事質問克里斯頓·科爾爵士，克里斯頓承認自己違反誓言與雷妮拉發生了關係。感覺自己被最親密的朋友背叛，她在參加蘭諾·瓦列利昂爵士和雷妮拉的婚禮宴會時身着一襲綠色禮服（綠色代表海塔爾家族戰爭時燃燒的火焰顏色），這讓所有賓客都大吃一驚。10年後，她和雷妮拉變得更加疏遠，並拒絕雷妮拉提出讓長子傑卡里斯·瓦列利昂王子迎娶自己女兒海倫娜的建議，因為所有人都知道雷妮拉的孩子是私生子。她向拉里斯提到希望父親能重新擔任國王之手，拉里斯因而精心策劃一場大火謀殺當時的國王之手萊昂諾·史壯伯爵及其長子哈爾溫·史壯爵士。她在潮頭島參加蘭娜·瓦列利昂夫人的葬禮，夜間一次爭執中雷妮拉的二兒子路斯里斯·瓦列利昂王子插盲了她兒子伊蒙德的左眼，她請求挖出路斯里斯的眼睛“以眼還眼”但遭到拒絕；她隨後打傷了雷妮拉。6年後，韋賽里斯一世在臨終時將她誤認為是雷妮拉而不斷與她談論“預言中的王子”的夢，她將其誤解為韋賽里斯一世希望兩人的兒子伊耿登上王位。韋賽里斯一世死後，她敦促父親幫助加冕伊耿為王，奧托卻透露自己和御前會議的大多數成員多年來一直在計劃讓伊耿篡奪王位；她對此感到震驚，並命令拉里斯瓦解奧托一直利用的彌賽麗亞的間諜網。當奧托前往龍石島要求雷妮拉投降並宣誓效忠新加冕的伊耿二世國王時，她通過發送一條只有雷妮拉能理解的信息試圖最後一次修復兩人的友誼，但雷妮拉兒子路斯里斯的死使得和平解決的希望很快就破滅。
在第2季，她開始與克里斯頓發生性關係；她在孫子傑赫里斯·坦格利安王子被謀殺時正與克里斯頓上床。她後來參加傑赫里斯的公開葬禮，並在女兒海倫娜因悲傷而恐慌時幫助她平靜下來。雷妮拉偽裝成修女潛入君臨，並在聖堂秘密拜訪正在祈禱的她試圖講和。她被雷妮拉告知自己誤解了韋賽里斯一世有關“預言中的王子”的遺言；雷妮拉嘗試向她解釋，但她卻警告克里斯頓正率領軍隊進入王領，戰爭已經不可避免了。她拜託歐維爾大學士謹慎地帶來一杯月茶，以防自己懷上克里斯頓的私生子。鴉棲堡之戰結束後，她探訪兒子伊耿二世並看見他的嚴重傷勢。考慮到伊耿二世受傷無法處理國務要委任攝政時，御前會議大多數成員都支持選擇伊蒙德而不是她。她強烈反對賈斯皮·威爾德伯爵讓自己嫁給道爾頓·葛雷喬伊大王的提議；由於持續反對其他成員的意見，伊蒙德於是將她從御前會議中解職。她向弟弟加爾溫·海塔爾爵士詢問自己在舊鎮長大的幼子戴倫的現況，因為她已經很多年沒有見過他了。隨後，她帶著海倫娜前往大聖堂祈求伊耿二世早日康復；君臨因為飢餓民眾搶奪雷妮拉海運的食物而爆發騷亂，她和海倫娜在幾名御林鐵衛的護送下成功逃離大聖堂。因為被解除御前會議職務而感到消沉，她要求瑞卡德·索恩爵士護送自己到御林放鬆心情。

### 哈羅德·維斯特林
- 哈羅德·維斯特林（；由葛拉罕·麥克塔維什飾演）

“仲裁者”傑赫里斯·坦格利安一世國王和韋賽里斯·坦格利安一世國王時期的御林鐵衛成員。他在雷妮拉·坦格利安公主年輕時被任命為她的貼身護衛，直到他接替萊安·雷德溫爵士擔任御林鐵衛隊長。10年後，在蘭娜·瓦列利昂夫人的葬禮之後，他制止了伊蒙德·坦格利安王子和路斯里斯·瓦列利昂王子之間的爭鬥，但路斯里斯當時已經用刀割盲伊蒙德的左眼。6年後韋賽里斯一世去世，克里斯頓·科爾爵士在一次御前會議上意外殺死林曼·畢斯柏里伯爵，他要求克里斯頓立即辭去御林鐵衛職務。當他發現御前會議的大多數成員密謀擁立伊耿·坦格利安王子為國王而不是選定繼承人雷妮拉時，他感到憤怒並辭任御林鐵衛以示抗議。

### 拉里斯·史壯
- 拉里斯·史壯（；由馬修·尼德姆飾演）

綽號“彎足”，紅堡的告解師，後來在伊耿·坦格利安二世國王領導的御前會議中擔任情報總管。他是萊昂諾·史壯伯爵的幼子，後來繼承父親頭銜成為河間地的史壯家族族長和赫倫堡伯爵。在告訴亞莉森·海塔爾王后有關雷妮拉·坦格利安公主疑似與戴蒙·坦格利安親王發生秘密私通行為被秘密地交予“月茶”後，他成為了亞莉森的密友。10年後，他精心策劃一場大火謀殺父親萊昂諾·史壯伯爵和哥哥哈爾溫·史壯爵士，除了使自己能夠繼承父親成為赫倫堡伯爵外，更讓奧托·海塔爾爵士順利恢復國王之手的職位。6年後韋賽里斯一世去世，他在艾倫·卡斯威男爵試圖逃離君臨時將他逮捕並處決。為了瓦解彌賽麗亞在君臨的間諜網絡，他還根據亞莉森的命令圍捕並監禁紅堡的所有家務人員。
在第2季，他折磨並處決了亞莉森的所有家務人員，並用忠於自己的新僕人取代他們。傑赫里斯·坦格利安王子被謀殺後，他逮捕了試圖帶着傑赫里斯的頭顱逃離君臨的守備隊成員“鮮血”，並在伊耿二世親手殺死“鮮血”之前輕鬆地獲得有關同謀的資訊。伊耿二世對他的忠誠和效率印象深刻，隨後任命他擔任一直空缺的情報總管職位。當戴蒙佔領赫倫堡時，他向伊耿二世保證城堡的金庫是由自己保管。考慮到伊耿二世受傷無法處理國務要委任攝政時，他支持選擇伊蒙德而不是亞莉森。隨著克里斯頓·科爾爵士率領軍隊離開君臨進軍河間地，他企圖取代克里斯頓成為國王之手，但除了被伊蒙德識破並拒絕外，他更被要求傳召奧托回君臨接替這個職位。他後來拜訪伊耿二世，講述自己作為瘸子的痛苦童年，並要對方學會利用缺陷來發揮優勢。賈斯皮·威爾德伯爵向他帶來海煙有新馭者的消息，但指尚不清楚該馭者的身份，他建議賈斯皮不要將消息通報給伊蒙德。

### 傑森·蘭尼斯特
- 傑森·蘭尼斯特（；由傑佛遜·霍爾飾演）

蘭尼斯特家族族長、凱岩城公爵和西境守護者。他是卡拉·蘭尼斯特夫人的兒子，也是泰蘭·蘭尼斯特爵士的雙胞胎哥哥。他個性傲慢，曾在伊耿·坦格利安王子的第二命名日慶典上追求雷妮拉·坦格利安公主但沒有成功。
在第2季，他透過弟弟轉達承諾蘭尼斯特家族會支持伊耿二世，並召集西境大軍準備戰爭。隨後，他率領軍隊抵達金牙城，並打算等待伊蒙德·坦格利安王子到來後才進軍河間地。

### 泰蘭·蘭尼斯特
- 泰蘭·蘭尼斯特（；由傑佛遜·霍爾飾演）

在韋賽里斯·坦格利安一世國王統治期間接替科利斯·瓦列利昂伯爵擔任海政大臣，後來在伊耿·坦格利安二世國王領導的御前會議中擔任財政大臣。他是卡拉·蘭尼斯特夫人的兒子，也是傑森·蘭尼斯特公爵的雙胞胎弟弟。韋賽里斯一世死後，他被揭露有份參與加冕伊耿為王的計劃，並通知御前會議的其他成員國庫將被分開保管。
在第2季，他受伊耿二世帶來參與御前會議的年幼王子傑赫里斯·坦格利安所困擾。火磨坊之戰後，他指儘管敵軍的山姆威爾·布萊伍德伯爵戰死，但雙方都損失慘重，力勸伊耿二世利用他哥哥在西境集結的軍隊。考慮到伊耿二世受傷無法處理國務要委任攝政時，他支持選擇伊蒙德·坦格利安王子而不是亞莉森·海塔爾太后。由於蘭尼斯特家族和海塔爾家族的艦隊需要幾個月時間做準備才能開往君臨，伊蒙德於是派他前往邀請三女兒同盟結盟，期望他們攻擊封鎖喉道的瓦列利昂艦隊，以恢復城市的補給。

### 傑卡里斯·瓦列利昂
- 傑卡里斯·“小傑”·瓦列利昂（；年輕版由哈利·科利特飾演；年幼版由里奧·哈特飾演）

雷妮拉·坦格利安女王和表面上的合法父親蘭諾·瓦列利昂爵士的長子也是第一個孩子，實際上是雷妮拉與哈爾溫·史壯爵士的私生子。他是一名馭龍者，駕馭的龍是沃馬克斯。他與堂妹貝拉·坦格利安小姐訂婚，兩人將在結婚後共同繼承雷妮拉對鐵王座的繼承權。韋賽里斯·坦格利安一世國王死後，他被派往艾林家族和史塔克家族作為特使，以確保他們信守誓言支持母親爭奪鐵王座。
在第2季，他成功確保艾林家族的忠誠，然後與同樣承諾遵守誓言的克雷根·史塔克公爵一起參觀絕境長城。他在絕境長城收到弟弟路斯里斯·瓦列利昂王子被殺的消息，隨後返回龍石島參加葬禮。在母親雷妮拉拒絕讓自己騎龍參與鴉棲堡之戰而感到心煩意亂後，她告訴作為繼承人的他有關征服者伊耿“預言中的王子”的夢。鴉棲堡之戰後，他在雷妮拉不知情的情況下前往孿河城並得到佛雷家族的效忠。返回龍石島後，他向雷妮拉建議在其他家族中尋找瓦雷利亞後裔，招攬他們成為馭龍者騎乘沃米索爾和銀翼，以打敗強大的瓦格哈爾。傑卡里斯發現史蒂芬·達克林爵士有坦格利安血統；他與雷妮拉目睹史蒂芬試圖馴服海煙但沒有成功，更被海煙噴出的龍焰活活燒死。海煙被船殼鎮的亞當馴服後，他反對允許任何出身卑微的人嘗試馴服龍，認為這會威脅坦格利安的合法性和自己的繼承權。他私下斥責雷妮拉有關她與哈爾溫的私通關係，指因為自己也是一個私生子，其他坦格利安私生子可能會威脅到他作為她繼承人的地位。

### 伊耿·坦格利安二世
- 伊耿·坦格利安二世（；成年版由湯姆·格林-卡尼飾演；年輕版由泰·田納特飾演）

統治七大王國，坦格利安王朝的第六任國王。他是韋賽里斯·坦格利安一世國王和亞莉森·海塔爾王后的長子也是第一個孩子，親妹妹海倫娜·坦格利安王后的丈夫，傑赫里斯·坦格利安王子和傑赫妮拉·坦格利安公主的父親。他是一名馭龍者，駕馭的龍是“金亮的”陽炎。長大後，只顧着享樂的他成為君臨絲綢街的傳奇人物，並至少生了一個私生子。在他父親韋賽里斯一世死後，儘管他認為自己不適合統治，而且同父異母的姐姐雷妮拉·坦格利安公主才是選定繼承人，但他最終仍在御前會議的支持下篡奪了王位並加冕為王。
在第2季，他帶着年幼的繼承人傑赫里斯參與御前會議並羞辱泰蘭·蘭尼斯特爵士。他最初努力成為一個仁慈的國王，但國王之手奧托·海塔爾爵士敦促他對君臨的平民採取強硬態度，確保資源充足以應對即將到來的與雷妮拉及其支持者的戰爭。在兒子傑赫里斯慘遭殺害後，他要求立即對雷妮拉及其支持者進行報復。他後來親手殺死其中一名兇手“鮮血”，並下令公開絞死紅堡裡的所有捕鼠人，其中只有一人是“鮮血”的同謀“乳酪”；此舉激怒了奧托，他隨後解除奧托的國王之手職務，並任命克里斯頓·科爾爵士接替成為新的國王之手。火磨坊之戰後，他支持克里斯頓帶領軍隊進入王領征服與雷妮拉結盟的家族的計劃。本來他想要親自騎龍與克里斯頓征戰，但拉里斯·史壯伯爵在最後關頭勸阻了他；由於對拉里斯的忠誠和效率印象深刻，他任命拉里斯擔任一直空缺的情報總管職位。為了證明自己是一個強大的統治者，他喝醉後不顧家人和御前會議的反對，執意騎着陽炎參與鴉棲堡之戰。他先手攻擊雷妮絲·坦格利安公主和她的龍梅麗亞斯，但陽炎被梅麗亞斯爪傷，更被弟弟伊蒙德·坦格利安王子指揮他的龍瓦格哈爾噴火燒中後失去力量跌落地上；他重傷躺地。戰鬥結束後，他在墜落中倖存下來但陷入昏迷並骨折，瓦格哈爾的龍焰燒熱他的瓦雷利亞鋼甲並融化他的皮膚，半邊身體嚴重燙傷。回到君臨後，歐維爾大學士處理他的傷勢，伊蒙德則在他康復期間被委任為攝政王。伊蒙德在他甦醒後前來拜訪並詢問他對鴉棲堡之戰的記憶，他聲稱自己不記得戰役期間發生什麼事了。拉里斯隨後也前來拜訪，並告訴說敵人會因為他的傷勢而低估他，所以他要學會利用身體的缺陷來發揮優勢。在拉里斯的堅持下，歐維爾只能加快他的復康治療速度，儘管普通地行走已經使他要承受極大的痛苦。

### 伊蒙德·坦格利安
- 伊蒙德·坦格利安（；成年版由伊旺·米切爾飾演；年幼版由里奧·艾希頓飾演）

又被稱為“獨眼伊蒙德”，是韋賽里斯·坦格利安一世國王和亞莉森·海塔爾王后的次子也是第三個孩子。在蘭娜·瓦列利昂夫人的葬禮之後，他成功馴服她的龍瓦格哈爾並成為一名馭龍者。他馴服瓦格哈爾的行為引起雷妮拉·坦格利安公主與戴蒙·坦格利安親王的子女們不滿，爭執期間路斯里斯·瓦列利昂王子用刀割盲了他的左眼。6年後父親韋賽里斯一世去世，他被派往與博洛斯·拜拉席恩公爵的一個女兒聯姻，讓拜拉席恩家族與綠黨建立政治同盟。路斯里斯騎着龍阿拉克斯抵達，由於已經與他結成同盟，博洛斯拒絕遵守自己父親支持雷妮拉繼承鐵王座的誓言。他騎着瓦格哈爾追擊離開的路斯里斯，但瓦格哈爾違背他的命令攻擊路斯里斯和阿拉克斯並殺死了他們。
在第2季，戴蒙試圖刺殺他以報復路斯里斯的死，但他當時正在光顧妓院，侄子傑赫里斯·坦格利安王子則因此被殺。他之後再光顧妓院時向老鴇西爾維亞說自己對當時誤殺路斯里斯感到悔恨，並擔心王國處於戰爭邊緣是他的錯。火磨坊之戰後，他支持克里斯頓·科爾爵士帶領軍隊進入王領征服與雷妮拉結盟的家族的計劃。哥哥伊耿·坦格利安二世和御林鐵衛們帶着一位新的御林鐵衛成員去妓院破處時遇到赤身裸體的他和西爾維亞，伊耿二世嘲笑他，他則心懷怨恨地離開。在鴉棲堡之戰中，他騎着瓦格哈爾隱藏起來，伏擊被引誘來保衛城堡的黑黨的龍。雷妮絲·坦格利安公主騎着梅麗亞斯飛抵鴉棲堡，他因為伊耿二世騎着陽炎抵達而推遲計劃。他命令瓦格哈爾同時向陽炎和梅麗亞斯噴火，在伊耿二世和陽炎被龍焰擊落後，他騎着瓦格哈爾與雷妮絲交戰；儘管雷妮絲一開始佔了上風，但他指揮着瓦格哈爾伏擊並咬斷梅麗亞斯的脖子殺死了她，雷妮絲墜落鴉棲堡身亡。克里斯頓隨後發現他站在昏迷不醒且重傷的伊耿二世旁邊。回到君臨後，他因伊耿二世無法處理國務而被御前會議委任為攝政王；他迅速下令封城，以阻止因君臨被封鎖而引起的恐懼在平民間蔓延。他被傑森·蘭尼斯特公爵請求自己騎乘瓦格哈爾保護西境聯軍激怒，並決定派泰蘭·蘭尼斯特爵士前往邀請三女兒同盟結盟。因為亞莉森持續反對其他成員的意見，於是他將她從御前會議中解職。在得知伊耿二世甦醒後，他前去詢問對方對鴉棲堡之戰的記憶，伊耿二世聲稱自己不記得是如何受傷的。當目睹有新馭者騎着銀翼在君臨上空飛行後，他立即衝去騎上瓦格哈爾追擊他們；他追趕銀翼來到龍石島，但在看到三條準備好發起攻擊的成年龍沃米索爾、銀翼和敘拉克斯背上都有馭者後迅速撤退。

### 貝拉·坦格利安
- 貝拉·坦格利安（；年輕版由貝瑟妮·安東尼亞飾演；年幼版由夏妮·斯梅瑟斯特飾演）

戴蒙·坦格利安親王和蘭娜·瓦列利昂夫人的長女。她是一名馭龍者，駕馭的龍是月舞。母親蘭娜過世後，她由外祖母雷妮絲·坦格利安公主監護。6年後，她與堂兄傑卡里斯·瓦列利昂王子訂婚，兩人將在結婚後共同繼承雷妮拉·坦格利安女王對鐵王座的繼承權。
在第2季，雷妮拉派她監視君臨以防未來敵軍發起攻擊。她在騎龍巡邏時發現克里斯頓·科爾爵士和加爾溫·海塔爾爵士正率領一支軍隊進入王領，隨後向黑黨會議報告了他們的行蹤。雷妮絲死後，她被雷妮拉派去邀請外祖父科利斯·瓦列利昂伯爵擔任女王之手。科利斯打算讓她成為自己的繼承人，但她說自己比起瓦列利昂家族而言更像是坦格利安家族的人並拒絕了。

### 雷娜·坦格利安
- 雷娜·坦格利安（；年輕版由菲比·坎貝爾（英语：Phoebe Campbell）飾演；年幼版由伊娃·奧塞伊-格寧飾演）

戴蒙·坦格利安親王和蘭娜·瓦列利昂夫人的幼女。與姐姐和其他堂兄弟姐妹不同，她的龍蛋沒有孵化。她之前曾嘗試馴服龍石島上的野龍，但沒有成功更差點被殺。她與堂兄路斯里斯·瓦列利昂王子訂婚，兩人將在結婚後成為潮頭島的共同繼承人，可惜後來路斯里斯去世了。
在第2季，她參加前未婚夫路斯里斯的葬禮並對他的離世感到悲痛。雷妮拉·坦格利安女王遭到刺殺未果，雷妮拉請求她照顧自己年幼的孩子喬佛里·瓦列利昂王子、“少年”伊耿·坦格利安王子和韋賽里斯·坦格利安王子，並與他們一起住在鷹巢城接受簡妮·艾林公爵夫人的保護。雷妮拉還交給她一窩龍蛋，讓她能夠保護坦格利安家族的未來。到達鷹巢城後，簡妮對她帶着兩隻幼龍而不是成年龍來保護谷地表示不滿。她與喬佛里一起在郊外散步時發現疑似龍的進食痕跡，後來她問簡妮谷地裡是否存在一條龍，簡妮表示是一條野龍。簡妮通知她潘托斯的雷吉奧·哈拉蒂斯親王同意庇護她和雷妮拉的兩個年幼兒子，他們將乘坐商船離開谷地。帶着“少年”伊耿和韋賽里斯離開鷹巢城時，她在中途秘密離開隊伍去追蹤野龍。

### 海倫娜·坦格利安
- 海倫娜·坦格利安（；成年版由菲婭·薩班飾演；年幼版由伊薇·艾倫飾演）

韋賽里斯·坦格利安一世國王和亞莉森·海塔爾王后的長女也是第二個孩子，親哥哥伊耿·坦格利安二世國王的妻子，傑赫里斯·坦格利安王子和傑赫妮拉·坦格利安公主的母親。她是一名馭龍者，駕馭的龍是夢火。她對蟲子有着獨特的興趣，並似乎能預言未來。她曾預言弟弟伊蒙德·坦格利安王子會馴服母龍瓦格哈爾和失去他的眼睛，而雷妮絲·坦格利安公主也會從君臨逃脫。
在第2季，戴蒙·坦格利安親王僱用“鮮血”和“乳酪”潛入紅堡，兩人強迫她告訴他們同卵雙胞胎的傑赫里斯和傑赫妮拉中哪個是男孩；她不情願地指認出兒子傑赫里斯，傑赫里斯隨後被兩人謀殺，她則馬上帶着女兒傑赫妮拉逃跑。她和母親亞莉森一起參加傑赫里斯的公開葬禮時卻因兒子的死被用作政治手段而恐慌發作，幸好亞莉森幫助她平靜下來。亞莉森帶着她前往大聖堂祈求伊耿二世早日從鴉棲堡之戰的傷勢中康復；君臨因為飢餓民眾搶奪雷妮拉海運的食物而爆發騷亂，她和亞莉森在幾名御林鐵衛的護送下成功逃離大聖堂。

### 歐維爾
- 歐維爾（；由庫爾特·埃吉亞萬（英语：Kurt Egyiawan）飾演）

在韋賽里斯·坦格利安一世國王和伊耿·坦格利安二世國王統治期間接替梅羅斯擔任大學士。他在擔任大學士之前協助梅羅斯治療生病的韋賽里斯一世，儘管經驗較少，但他最終提出了更好的治療方法。16年後韋賽里斯一世去世，他被揭露有份參與加冕伊耿為王的計劃，並主張謀殺雷妮拉·坦格利安公主以消滅對手。他與奧托·海塔爾爵士一起前往龍石島試圖說服雷妮拉和平投降。
在第2季，他建議讓道爾頓·葛雷喬伊大王擔任海政大臣，這樣綠黨就可以利用葛雷喬伊家族的鐵艦隊來對抗占主導地位的瓦列利昂艦隊。火磨坊之戰後，他建議命令年邁的格羅佛·徒利公爵奪取河間地宣誓效忠的家族的控制權，但這個想法隨後被賈斯皮·威爾德伯爵駁回。亞莉森·海塔爾太后拜託他謹慎地帶來一杯月茶，並詢問他是否相信韋賽里斯一世改變主意選擇伊耿當國王，但他拒絕回應。鴉棲堡之戰結束，他在伊耿二世返回君臨後親自處理他的傷勢。在伊耿二世受傷無法處理國務要委任攝政時，他是御前會議中唯一支持亞莉森的成員。他隨後向御前會議報告伊耿二世已經恢復知覺，再通知亞莉森說畢斯柏里家族宣誓效忠雷妮拉並正與海塔爾家族作戰。在拉里斯·史壯伯爵的堅持下，他只能加快伊耿二世的復康治療速度，儘管普通地行走已經使伊耿二世要承受極大的痛苦。

### “鐵鎚”修夫
- “鐵鎚”修夫（；由基蘭·貝（英语：Kieran Bew）飾演）

“仲裁者”傑赫里斯·坦格利安一世國王的第九個孩子席拉·坦格利安公主的私生子（龍種）。他是凱特的丈夫，兩人育有一個女兒。他是一名馭龍者，駕馭的龍是“青銅之怒”沃米索爾。身為君臨的鐵匠，他受王室委託製作“巨蠍弩”以保衛君臨免受龍的攻擊。由於急需要錢照顧生病的女兒，他向伊耿·坦格利安二世國王請願提前支付工作費用，伊耿二世批准他的請求。他目睹母龍梅麗亞斯的頭顱在君臨遊街示眾後，凱特擔心戰爭會升級，於是說服他離開君臨並搬到騰石鎮。當他們帶着生病的女兒試圖逃離君臨時，剛被委任為攝政王的伊蒙德·坦格利安王子下令關閉城門。當君臨因為飢餓民眾搶奪雷妮拉·坦格利安女王海運的食物而爆發騷亂時，他成功為妻子和女兒搶到一袋食物。女兒因病去世後，他得知雷妮拉正在尋找坦格利安私生子以讓他們嘗試成為馭龍者的消息，於是出發前往龍石島。雷妮拉在龍種們面前召喚來沃米索爾後，他目睹沃米索爾屠殺了數十個其他龍種。他最初避開了龍焰，但隨後為了救一個女人而選擇直接面對沃米索爾，最終沃米索爾接納他為自己的新馭者。

### 船殼鎮的埃林
- 船殼鎮的埃林（；由阿布巴卡爾·薩利姆飾演）

瓦列利昂艦隊的一名水手，科利斯·瓦列利昂伯爵的私生子，船殼鎮的亞當的哥哥。他在石階列島戰爭期間救了科利斯一命，科利斯後來監督瓦列利昂艦隊旗艦“海蛇號”的維修時遇到他並表示感謝。幾個月後，他與好久不見的弟弟亞當重聚，隨後遇到聲稱知道自己真正出身的雷妮絲·坦格利安公主。儘管自己很不情願，但科利斯仍任命他為“海蛇號”的大副；他在家中將標誌性的瓦列利昂銀髮剃光，以免其引起人們對自己家族關係的懷疑。科利斯告知他亞當成功馴服海煙，更問他想不想像亞當一樣馴服一條龍，但他拒絕並表示自己寧願成為瓦列利昂家族的人。科利斯隨後派他用船將數十個可能的坦格利安私生子運送到龍石島，當中就包括“鐵鎚”修夫和“白髮”烏爾夫。

### 克雷根·史塔克
- 克雷根·史塔克（；由湯姆·泰勒飾演）

史塔克家族族長、臨冬城公爵和北境守護者，瑞肯·史塔克公爵的兒子。他與傑卡里斯·瓦列利昂王子一起參觀絕境長城，並承諾遵守父親的誓言支持雷妮拉·坦格利安女王繼承鐵王座。

### 船殼鎮的亞當
- 船殼鎮的亞當（；由柯林頓·利伯蒂（英语：Clinton Liberty）飾演）

瓦列利昂艦隊的一名造船匠，科利斯·瓦列利昂伯爵的私生子，船殼鎮的埃林的弟弟。他是一名馭龍者，駕馭的龍是海煙。他在潮頭島與從石階列島戰爭回來的哥哥埃林重聚，隨後看到野龍海煙在頭頂盤旋。雖然對自己沒有明顯的瓦列利昂特徵感到失望，但與哥哥不同，他希望科利斯某天會合法化兩兄弟為兒子。當準備去捕魚時，他在潮頭島的海灘上突然被海煙追趕；海煙著陸接近他，並接納他為自己的新馭者。首次騎着海煙飛行後，他遇到雷妮拉·坦格利安女王並隨即跪下宣誓效忠於她，然後與她一起前往龍石島。得知他成功馴服海煙後，科利斯與他見面並第一次稱讚他；科利斯亦解除他的造船匠職務，因為他身為馭龍者已經有新目標了。

### “白髮”烏爾夫
- “白髮”烏爾夫（；由湯姆·班奈特（英语：Tom Bennett (actor)）飾演）

自稱是韋賽里斯·坦格利安一世國王和戴蒙·坦格利安親王的父親－－“勇敢的”貝爾隆·坦格利安親王的私生子（龍種）。他是一名馭龍者，駕馭的龍是銀翼。他是個酒鬼，在君臨民間很受歡迎。在酒館喝酒時，老鴇西爾維亞告訴他有關上等階級舉行奢華的聚會和宴會，而平民百姓卻在挨餓的情況，隨後他在街道上公開表達不滿。得知雷妮拉·坦格利安女王正在尋找坦格利安私生子以讓他們嘗試成為馭龍者的消息後，他在朋友們的壓力下出發前往龍石島。雷妮拉在龍種們面前召喚來沃米索爾後，他目睹沃米索爾屠殺了數十個其他龍種，而自己亦被擊倒在地。他僥倖逃離這場屠殺後深入龍山，並在不知不覺間進入了銀翼的巢穴；雖然他非常害怕銀翼，但銀翼卻表現溫順地接近他，並很快接納他為自己的新馭者。他在成為馭龍者後高興地騎着銀翼飛過君臨上空。

### 凱特
- 凱特（；由埃洛拉·托爾奇亞（英语：Ellora Torchia）飾演）

“鐵鎚”修夫的妻子。她與丈夫在君臨艱難地養活生病的女兒。隨着戰爭升級和君臨被封鎖使得平民百姓的生活變得更加艱難時，她說服修夫他們應該搬到騰石鎮與她的兄弟住在一起；但在剛被委任為攝政王的伊蒙德·坦格利安王子下令關閉城門後，他們無法離開君臨。女兒因病去世後，她懇求修夫與自己一起離開，到騰石鎮與她的家人一起生活。修夫在得知雷妮拉·坦格利安女王正在尋找坦格利安私生子以讓他們嘗試成為馭龍者的消息後拒絕她的請求，並向她透露自己的出身秘密。

### 加爾溫·海塔爾
- 加爾溫·海塔爾（；由弗雷迪·福克斯飾演；年輕版由威爾·威洛比飾演）

奧托·海塔爾爵士的幼子，亞莉森·海塔爾太后的弟弟。在第1季，他曾參加繼承人錦標賽並被戴蒙·坦格利安親王從馬上擊倒在地。在第2季，他與海塔爾家族的軍隊一起前往君臨，並陪同克里斯頓·科爾爵士和軍隊進入王領參與鴉棲堡之戰。回到君臨後，姐姐亞莉森向他詢問她在舊鎮長大的幼子戴倫·坦格利安王子的現況，因為她已經很多年沒有見過戴倫了。與亞莉森道別後，他與克里斯頓率領聯軍再次離開君臨並進軍河間地。

### 亞麗·河文
- 亞麗·河文（；由蓋兒·蘭金飾演）

赫倫堡一個為史壯家族服務的神秘女人。戴蒙·坦格利安親王為雷妮拉·坦格利安女王奪取赫倫堡後，她在神木林中遇到戴蒙並警告他將死在那裡。戴蒙經歷多次幻覺後再次遇到她，發現儘管她不是赫倫堡的學士，但卻在做着學士的工作，這讓戴蒙相信她是一名女巫。她詢問有關戴蒙的奇怪幻覺，隨後給他泡了一杯神秘飲料。她阻止決定親自前往直面河間地貴族的戴蒙離開，戴蒙於是向她尋求建議，她說服他應該留下再等三天。三天後，西蒙·史壯爵士告訴戴蒙她嘗試救治生病的格羅佛·徒利公爵但失敗，後者不久後就去世了，這讓聽到消息的戴蒙高興得流淚。

### 西蒙·史壯
- 西蒙·史壯（；由西蒙·羅素·比爾（英语：Simon Russell Beale）飾演）

赫倫堡代理城主，萊昂諾·史壯伯爵的叔叔。儘管是赫倫堡的代理城主，但他並不忠於侄孫拉里斯·史壯伯爵，因為他認為是拉里斯謀殺了萊昂諾和哈爾溫·史壯爵士。當戴蒙·坦格利安親王騎着龍為雷妮拉·坦格利安女王奪取赫倫堡時，他心甘情願地不戰而降，並宣誓效忠雷妮拉和黑黨。戴蒙命令他將格羅佛·徒利公爵和河間領主們召來赫倫堡宣誓效忠雷妮拉，但他告訴戴蒙年邁的格羅佛以及最近的火磨坊之戰使事情變得複雜；他隨後負責接待抵達赫倫堡會見戴蒙的奧斯卡·徒利爵士和威廉·布萊伍德爵士。在戴蒙的命令下他開始整修赫倫堡，但他亦請求戴蒙負責支付工程費用，因為拉里斯在萊昂諾死後清空了赫倫堡的金庫。戴蒙從又一個幻覺中醒來後用刀威脅他並質疑他對自己的忠誠度；三天後，他告訴戴蒙有關格羅佛去世，且格羅佛的孫子奧斯卡繼承了頭銜的消息。

## 常設／客串角色

### 艾林家族

#### 愛瑪·艾林
- 愛瑪·艾林（；由西安·布魯克（英语：Sian Brooke）飾演，第1－2季）

七大王國王后，堂兄韋賽里斯·坦格利安一世國王的第一任妻子。她是“仲裁者”傑赫里斯·坦格利安一世國王的孫女，雷妮拉·坦格利安公主和出生不久後夭折的貝隆·坦格利安王子的母親。她在繼承人錦標賽期間生產，但由於分娩出現困難，韋賽里斯一世命令梅羅斯大學士對她進行剖宫产以保住嬰兒。她在手術中死亡，而成功出生的貝隆也在幾個小時後去世；隨後王室舉行葬禮將他們火化。在第2季，她出現在戴蒙·坦格利安親王逗留赫倫堡時的神秘幻覺中。

#### 傑拉德·羅伊斯
- 傑拉德·羅伊斯（；由歐文·奧克肖特飾演，第1季）

雷婭·羅伊斯夫人的堂哥。雷婭死後，他參加蘭諾·瓦列利昂爵士和雷妮拉·坦格利安公主在君臨舉行的婚禮宴會並與戴蒙·坦格利安親王對質，他聲稱戴蒙謀殺了雷婭但對方否認。戴蒙隨後威脅他，說自己可以要求雷婭的繼承權並從簡妮·艾林公爵夫人那裡繼承符石城。

#### 雷婭·羅伊斯
- 雷婭·羅伊斯（；由瑞秋·雷德福德（英语：Rachel Redford）飾演，第1季）

符石城繼承人，與戴蒙·坦格利安親王分居的第一任妻子。戴蒙秘密謀殺了她以讓自己能與雷妮拉·坦格利安公主結婚，並對外宣稱她死於一場騎馬事故。

#### 簡妮·艾林
- 簡妮·艾林（；由阿曼達·科林飾演，第2季）

又名“谷地處女”，艾林家族族長、鷹巢城公爵夫人和東境守護者。她在鷹巢城會見傑卡里斯·瓦列利昂王子，並同意履行誓言支持雷妮拉·坦格利安女王繼承鐵王座，以換取一條龍來保護谷地。雷娜·坦格利安小姐與雷妮拉年幼的孩子喬佛里·瓦列利昂王子、“少年”伊耿·坦格利安王子和韋賽里斯·坦格利安王子一起前往鷹巢城接受她的保護，但她對於與雷娜一同被派來的兩條幼龍泰雷克休和暴雲感到不以為然，更希望能由一條有能力的成年龍來保護谷地。雷娜發現疑似龍的進食痕跡，並問她谷地裡是否存在一條龍，她表示是一條野龍。她後來通知雷娜說潘托斯的雷吉奧·哈拉蒂斯親王同意庇護雷娜和雷妮拉的兩個年幼兒子，他們將乘坐商船離開谷地。

### 拜拉席恩家族

#### 博蒙德·拜拉席恩
- 博蒙德·拜拉席恩（；由朱利安·路易斯·瓊斯飾演，第1季）

拜拉席恩家族族長、風息堡公爵和風暴地總督。他是博洛斯·拜拉席恩的父親和雷妮絲·坦格利安公主的舅舅。他曾參加繼承人錦標賽並被克里斯頓·科爾爵士從馬上擊倒在地。雷妮拉·坦格利安公主被選為鐵王座繼承人後，他發誓效忠於她。他在風息堡接待遊歷維斯特洛大陸的雷妮拉，並在她接見各個求婚者時提供建議。他的去世時間和原因在劇中未被提及，但已知他的兒子博洛斯繼承他成為風息堡公爵。

#### 貝里·唐德利恩
- 貝里·唐德利恩（；由保羅·雷納德飾演，第1季）

風暴地的唐德利恩家族族長和黑港城伯爵。雷妮拉·坦格利安公主遊歷維斯特洛大陸期間，他是風息堡眾多爭奪她芳心的追求者之一，但因年事已高而被雷妮拉匆匆遣散。

#### 博洛斯·拜拉席恩
- 博洛斯·拜拉席恩（；由羅傑·伊凡飾演，第1季）

拜拉席恩家族族長、風息堡公爵和風暴地總督。他是前風息堡公爵博蒙德·拜拉席恩的獨子。韋賽里斯·坦格利安一世國王死後，他安排自己的一個女兒與伊蒙德·坦格利安王子聯姻，讓拜拉席恩家族與綠黨建立政治同盟。當路斯里斯·瓦列利昂王子作為他母親雷妮拉·坦格利安女王的特使抵達時，由於已經與伊蒙德結成同盟，他拒絕遵守自己父親支持雷妮拉繼承鐵王座的誓言。當伊蒙德和路斯里斯互相挑釁時，他命令兩人都退下，並指示路斯里斯離開。

### 布萊伍德家族

#### 威廉·布萊伍德
- 威廉·布萊伍德（；成年版由傑克·帕里-瓊斯飾演，第2季；年幼版由阿爾菲·托德飾演，第1季）

以他的侄子、河間地的布萊伍德家族年幼伯爵的名義攝政鴉樹城。雷妮拉·坦格利安公主遊歷維斯特洛大陸期間，他是風息堡眾多爭奪她芳心的追求者之一；被宿敵傑雷爾·布雷肯嘲笑後，他與傑雷爾決鬥並殺死了對方。在第2季，16年後戴蒙·坦格利安親王召集布萊伍德家族在河間地組建軍隊，他成為了一名騎士並前往赫倫堡會見戴蒙。他承諾幫助戴蒙，以換取戴蒙協助自己對付布雷肯家族，並為在火磨坊之戰中被殺的哥哥山姆威爾·布萊伍德伯爵報仇。跟隨戴蒙與阿摩斯·布雷肯伯爵會面後，他帶領布萊伍德家族佔領石籬城，而布雷肯家族亦屈服效忠於戴蒙。格羅佛·徒利公爵死後，他帶著阿莫斯和阿莫斯的兒子雷倫·布雷肯爵士前往赫倫堡，在其他河間地貴族面前指兩人是叛徒，並發誓自己會效命於奧斯卡·徒利公爵和戴蒙。奧斯卡表示會履行已故爺爺支持雷妮拉繼承鐵王座的誓言，隨後要求他就因戴蒙的命令而對布雷肯家族作出戰爭暴行接受懲罰，以讓其他河間地貴族能夠開始信任自己；戴蒙答應並親手將他斬首。

#### 戴佛斯·布萊伍德
- 戴佛斯·布萊伍德（；由基蘭·波頓飾演，第2季）

布萊伍德家族成員。在布萊伍德家族選擇支持雷妮拉·坦格利安女王後，他與伊倫·布雷肯爵士因領土糾紛發生爭執，最終爭執升級為火磨坊之戰。

### 布雷肯家族

#### 亨佛利·布雷肯
- 亨佛利·布雷肯（；由克里斯·大衛·斯托勒飾演，第1季）

河間地的布雷肯家族族長和石籬城伯爵。他是阿摩斯·布雷肯和傑雷爾·布雷肯的父親，伊倫·布雷肯爵士的叔叔。雷妮拉·坦格利安公主遊歷維斯特洛大陸期間，他陪伴兒子傑雷爾前往風息堡，並撫慰在決鬥中被威廉·布萊伍德擊敗後垂死的兒子。他的去世時間和原因在劇中未被提及，但已知他的長子阿摩斯·布雷肯繼承他成為石籬城伯爵。

#### 傑雷爾·布雷肯
- 傑雷爾·布雷肯（；由蓋布瑞·史考特飾演，第1季）

亨佛利·布雷肯伯爵的兒子。雷妮拉·坦格利安公主遊歷維斯特洛大陸期間，他是風息堡眾多爭奪她芳心的追求者之一；嘲笑和侮辱比自己年輕得多的威廉·布萊伍德後，他與威廉決鬥並被對方殺死。

#### 伊倫·布雷肯
- 伊倫·布雷肯（；由萊恩·科佩爾飾演，第2季）

亨佛利·布雷肯伯爵的侄子。在布雷肯家族選擇支持伊耿·坦格利安二世國王後，他與戴佛斯·布萊伍德因領土糾紛發生爭執，最終爭執升級為火磨坊之戰，他則在戰爭中被殺。

#### 阿摩斯·布雷肯
- 阿摩斯·布雷肯（；由提姆·法拉第飾演，第2季）

布雷肯家族族長和石籬城伯爵。他是亨佛利·布雷肯伯爵的長子和雷倫·布雷肯爵士的父親，在父親亨佛利死後繼承頭銜。他與戴蒙·坦格利安親王和威廉·布萊伍德爵士會面，儘管戴蒙威脅要用科拉克休把他活活燒死，但他仍拒絕屈服效忠。布萊伍德家族隨後佔領石籬城，迫使他與布雷肯家族屈服效忠於戴蒙。他向布萊伍德家族投降後連同兒子雷倫被威廉扣為人質，並因曾宣誓效忠伊耿·坦格利安二世國王而被當作叛徒，其後被威廉帶到在赫倫堡聚集的河間地貴族們面前。

#### 雷倫·布雷肯
- 雷倫·布雷肯（；由艾丹·戴飾演，第2季）

阿摩斯·布雷肯伯爵的兒子。阿摩斯向布萊伍德家族投降後連同他被威廉扣為人質，其後被威廉帶到在赫倫堡聚集的河間地貴族們面前。

### 海塔爾家族

#### 霍伯特·海塔爾
- 霍伯特·海塔爾（；由史蒂芬·羅德里（英语：Steffan Rhodri）飾演，第1季）

河灣地的海塔爾家族族長、參天塔伯爵和舊鎮之音。他是奧托·海塔爾爵士的哥哥和琳妮絲·海塔爾夫人的丈夫。雷妮拉·坦格利安公主被選為鐵王座繼承人時，他與維斯特洛大陸的許多其他領主們一起宣誓效忠於她。伊耿·坦格利安王子出生後，他經常給予弟弟奧托壓力，要求奧托幫助伊耿取代雷妮拉成為鐵王座的繼承人，因為這將增強他們家族的權力。他的去世時間和原因在劇中未被提及，但已知他的兒子蒙德·海塔爾繼承他成為舊鎮伯爵。

#### 琳妮絲·海塔爾
- 琳妮絲·海塔爾（；由阿蘭娜·拉姆齊飾演，第1季）

霍伯特·海塔爾伯爵的妻子。在伊耿·坦格利安王子的第二命名日慶典中，她與外甥女亞莉森·海塔爾王后、卡拉·蘭尼斯特夫人和喬斯琳·雷德溫夫人交際。

### 蘭尼斯特家族

#### 卡拉·蘭尼斯特
- 卡拉·蘭尼斯特（；由露西·布賴爾斯（英语：Lucy Briers）飾演，第1季）

雙胞胎兄弟傑森·蘭尼斯特公爵和泰蘭·蘭尼斯特爵士的母親，前任凱岩城公爵的遺孀。在伊耿·坦格利安王子的第二命名日慶典中，她與亞莉森·海塔爾王后、琳妮絲·海塔爾夫人和喬斯琳·雷德溫夫人交際，並與喬斯琳公開譴責戴蒙·坦格利安親王參與石階列島戰爭。

#### 布雷特·蘭尼斯特
- 布雷特·蘭尼斯特（；由湯姆·艾希利飾演，第1季）

蘭尼斯特家族成員。他與其他幾個家族成員一起出席伊耿·坦格利安王子的第二命名日慶典。

#### 亨佛利·萊佛德
- 亨佛利·萊佛德（；由丹尼爾·法瑟斯（英语：Daniel Fathers）飾演，第2季）

萊佛德家族族長和金牙城伯爵。傑森·蘭尼斯特公爵率領軍隊進軍河間地途中抵達金牙城，他負責接待希望等候伊蒙德·坦格利安王子到來後才出發的傑森和西境聯軍。

### 史塔克家族

#### 瑞肯·史塔克
- 瑞肯·史塔克（；由大衛·豪恩斯洛飾演，第1季）

史塔克家族族長、臨冬城公爵和北境守護者。他是克雷根·史塔克的父親。雷妮拉·坦格利安公主被選為鐵王座繼承人時，他與維斯特洛大陸的許多其他領主們一起宣誓效忠於她。他的去世時間和原因在劇中未被提及，但已知他的兒子克雷根繼承他成為臨冬城公爵。

### 史壯家族

#### 萊昂諾·史壯
- 萊昂諾·史壯（；由加文·斯派克飾演，第1季）

河間地的史壯家族族長和赫倫堡伯爵，在韋賽里斯·坦格利安一世國王統治期間擔任法務大臣，後來接替奧托·海塔爾爵士擔任國王之手。他是哈爾溫·史壯爵士和拉里斯·史壯的父親。他支持科利斯·瓦列利昂伯爵將女兒蘭娜·瓦列利昂小姐嫁給韋賽里斯一世，並建議科利斯的兒子蘭諾·瓦列利昂爵士迎娶雷妮拉·坦格利安公主。10年後，他因兒子哈爾溫和雷妮拉育有三個私生子的傳言而試圖辭職，但韋賽里斯一世拒絕。隨後，他與哈爾溫返回家族所在地赫倫堡，並在一場由拉里斯策劃的火災中喪生；拉里斯繼承他的頭銜成為赫倫堡伯爵。

#### 哈爾溫·史壯
- 哈爾溫·史壯（；由瑞恩·科爾飾演，第1季）

綽號“斷骨者”，都城守備隊司令，號稱七國之中最強壯的騎士。他是萊昂諾·史壯伯爵的長子，雷妮拉·坦格利安公主的秘密情人，也是她的孩子傑卡里斯·瓦列利昂王子、路斯里斯·瓦列利昂王子和喬佛里·瓦列利昂王子的親生父親。10年後，克里斯頓·科爾爵士在訓練雷妮拉的兒子們劍術時出言刺激他，暗指雷妮拉和蘭諾的兒子們實際上是他所生的，此舉激怒並促使他離開君臨。隨後，他與父親萊昂諾返回家族所在地赫倫堡，並在一場由弟弟拉里斯策劃的火災中喪生。

#### 派克斯特·史壯
- 派克斯特·史壯（；由格雷姆·麥克奈特飾演，第2季）

西蒙·史壯爵士的孫子。當戴蒙·坦格利安親王騎着龍為雷妮拉·坦格利安女王奪取赫倫堡時，他與祖父西蒙一起居住在赫倫堡中。

#### 吉蒙德·史壯
- 吉蒙德·史壯（；由保羅·瓦倫丁飾演，第2季）

西蒙·史壯爵士的孫子。當戴蒙·坦格利安親王騎着龍為雷妮拉·坦格利安女王奪取赫倫堡時，他與祖父西蒙一起居住在赫倫堡中。

### 坦格利安家族

#### 傑赫里斯·坦格利安一世
- 傑赫里斯·坦格利安一世（；由麥可·卡特（英语：Michael Carter (actor)）飾演，第1季）

被稱為“仲裁者”或“人瑞王”，統治七大王國，坦格利安王朝的第四任國王。他是韋賽里斯·坦格利安一世國王、戴蒙·坦格利安親王、雷妮絲·坦格利安公主和愛瑪·艾林王后的祖父。他是一名馭龍者，駕馭的龍是“青銅之怒”沃米索爾。與妹妹“善良的”亞莉珊·坦格利安王后生下眾多子嗣，卻大都荒謬或悲劇性的死去。由於長子伊蒙·坦格利安親王與次子貝爾隆·坦格利安親王相繼逝世，他召開赫倫堡大議會並選定孫子韋賽里斯作為繼承人。

#### 阿萊莎·坦格利安
- 阿萊莎·坦格利安（；由艾米琳·藍伯特飾演，第2季）

親弟弟貝爾隆·坦格利安親王的妻子，韋賽里斯·坦格利安一世國王和戴蒙·坦格利安親王的母親。她是一名馭龍者，駕馭的龍是“紅女王”梅麗亞斯。戴蒙逗留赫倫堡時，她出現在他的幻像中，使他幻想如果自己在韋賽里斯一世之前出生的話，事態發展會有多麼不同。

#### 傑赫里斯·坦格利安
- 傑赫里斯·坦格利安

鐵王座繼承人，伊耿·坦格利安二世國王和海倫娜·坦格利安王后的兒子，傑赫妮拉·坦格利安公主的雙胞胎兄弟。深受父親喜愛的年幼的他被伊耿二世帶着參與御前會議，並在會議上一直攪擾財政大臣泰蘭·蘭尼斯特爵士。他被派來刺殺伊蒙德·坦格利安王子的“鮮血”和“奶酪”襲擊殺死並在床上斬首。後來當“鮮血”被逮捕時，他被砍下的頭被找回並縫回身體上；王室利用他的死作為政治手段舉辦公開葬禮，母親海倫娜和祖母亞莉森·海塔爾太后都有參加葬禮。

#### 傑赫妮拉·坦格利安
- 傑赫妮拉·坦格利安

伊耿·坦格利安二世國王和海倫娜·坦格利安王后的女兒，傑赫里斯·坦格利安王子的雙胞胎姐妹。當兄弟傑赫里斯被謀殺時，她被母親海倫娜抱到安全的地方。

#### “少年”伊耿·坦格利安
- “少年”伊耿·坦格利安

雷妮拉·坦格利安女王和戴蒙·坦格利安親王的長子，也是雷妮拉的第四個兒子。他擁有一條名為暴雲的幼龍。母親雷妮拉遭到刺殺未果後，他與弟弟韋賽里斯·坦格利安王子和異父哥哥喬佛里·瓦列利昂王子由雷娜·坦格利安小姐護送至鷹巢城接受簡妮·艾林公爵夫人的保護。後來，雷娜帶着他和韋賽里斯一起離開鷹巢城，他們將搭乘商船前往潘托斯接受雷吉奧·哈拉蒂斯親王的庇護。

#### 韋賽里斯·坦格利安
- 韋賽里斯·坦格利安

雷妮拉·坦格利安女王和戴蒙·坦格利安親王的幼子，也是雷妮拉的第五個兒子。他擁有一顆尚未孵化的龍蛋。母親雷妮拉遭到刺殺未果後，他與哥哥“少年”伊耿·坦格利安王子和異父哥哥喬佛里·瓦列利昂王子由雷娜·坦格利安小姐護送至鷹巢城接受簡妮·艾林公爵夫人的保護。後來，雷娜帶着他和“少年”伊耿一起離開鷹巢城，他們將搭乘商船前往潘托斯接受雷吉奧·哈拉蒂斯親王的庇護。

### 徒利家族

#### 奧斯卡·徒利
- 奧斯卡·徒利（；由阿奇·巴恩斯（英语：Archie Barnes）飾演，第2季）

徒利家族族長、奔流城公爵和三叉戟河統治者。他是奔流城公爵格羅佛·徒利的孫子。他代替年邁而行動不便的爺爺格羅佛前往赫倫堡會見戴蒙·坦格利安親王，但他拒絕代表還活着的爺爺說話，因而被戴蒙遣散了。格羅佛因病去世後，他作為繼承人繼承了爺爺的所有頭銜，隨即便前往赫倫堡與其他河間地貴族會面以接受他們的宣誓效忠。雖然決定履行已故爺爺支持雷妮拉·坦格利安女王繼承鐵王座的誓言，但他仍侮辱戴蒙試圖組建軍隊的方法，並命令戴蒙處決威廉·布萊伍德爵士，因為威廉曾對布雷肯家族作出戰爭暴行；戴蒙答應並親手將威廉斬首。

#### 佛利斯特·佛雷
- 佛利斯特·佛雷（；由肯尼斯·科拉德飾演，第2季）

河間地的佛雷家族族長和河渡口領主。他是沙比瑟·佛雷夫人的丈夫。他和妻子在孿河城會見傑卡里斯·瓦列利昂王子，討論有關允許效忠雷妮拉·坦格利安女王的北境軍隊南下途中過道孿河城的事宜。

#### 沙比瑟·佛雷
- 沙比瑟·佛雷（；由莎拉·伍華德（英语：Sarah Woodward）飾演，第2季）

佛利斯特·佛雷侯爵的妻子。她和丈夫在孿河城會見傑卡里斯·瓦列利昂王子，請求雷妮拉·坦格利安女王將赫倫堡封給佛雷家族以換取他們的支持。

#### 培提爾·派柏
- 培提爾·派柏（；由安東尼奧·馬格羅飾演，第2季）

河間地的派柏家族族長和紅粉城伯爵。他和其他河間地貴族一起前往赫倫堡，向戴蒙·坦格利安親王斥責布萊伍德家族襲擊和劫掠布雷肯家族的土地，並拒絕代表家族承諾支持戴蒙。格羅佛·徒利公爵因病去世後，他雖然與其他河間地貴族一起在赫倫堡宣誓效忠格羅佛的繼承人奧斯卡·徒利公爵，但他其實仍對年輕和缺乏經驗的奧斯卡持懷疑態度。

#### 維里斯·慕頓
- 維里斯·慕頓（；由特洛·康弗里（英语：Turlough Convery）飾演，第2季）

河間地的慕頓家族族長和女泉鎮伯爵。他和其他河間地貴族一起前往赫倫堡，向戴蒙·坦格利安親王斥責布萊伍德家族襲擊和劫掠布雷肯家族的土地，並拒絕代表家族承諾支持戴蒙。雷妮拉·坦格利安女王傳話給他，請求他幫助以她的名義奪回鴉棲堡。格羅佛·徒利公爵因病去世後，他與其他河間地貴族一起在赫倫堡宣誓效忠格羅佛的繼承人奧斯卡·徒利公爵。

### 提利爾家族

#### 總主教
- 總主教（；由蓋瑞·雷蒙德（英语：Gary Raymond）飾演，第1季）

在“仲裁者”傑赫里斯·坦格利安一世國王和韋賽里斯·坦格利安一世國王統治期間擔任七神信仰的最高領袖。赫倫堡大議會召開期間，他宣布韋賽里斯被多數貴族選為鐵王座繼承人。11年後，他出席雷妮拉·坦格利安公主被選為韋賽里斯繼承人的典禮。2年後，他主持雷妮拉和蘭諾·瓦列利昂爵士的婚禮。16年後，由於年事已高，他無法離開舊鎮出席伊耿·坦格利安二世國王的加冕典禮。

#### 喬斯琳·雷德溫
- 喬斯琳·雷德溫（；由喬安娜·大衛（英语：Joanna David）飾演，第1季）

河灣地的雷德溫伯爵的妻子。在伊耿·坦格利安王子的第二命名日慶典中，她與亞莉森·海塔爾王后、琳妮絲·海塔爾夫人和卡拉·蘭尼斯特夫人交際，並與卡拉公開譴責戴蒙·坦格利安親王參與石階列島戰爭。

#### 艾倫·卡斯威
- 艾倫·卡斯威（；由保羅·希基飾演，第1季）

河灣地的卡斯威家族族長和苦橋男爵。韋賽里斯·坦格利安一世國王死後，由於支持雷妮拉·坦格利安公主，他試圖逃離君臨但被拉里斯·史壯伯爵逮捕。後來他被稱叛徒並公開絞死，以警告那些拒絕效忠伊耿·坦格利安二世國王的人。

### 瓦列利昂家族

#### 蘭諾·瓦列利昂
- 蘭諾·瓦列利昂（；成年版由約翰·馬克米連（英语：John Macmillan (actor)）飾演，第1季；年輕版由提奧·內特飾演，第1季；年幼版由馬修·卡佛飾演，第1季）

科利斯·瓦列利昂伯爵和雷妮絲·坦格利安公主的兒子，蘭娜·瓦列利昂夫人的弟弟。他是雷妮拉·坦格利安公主的第一任丈夫，也是傑卡里斯·瓦列利昂王子、路斯里斯·瓦列利昂王子和喬佛里·瓦列利昂王子表面上的合法父親。他是一名馭龍者，駕馭的龍是海煙。他曾騎着海煙和父親科利斯一起參與石階列島戰爭。在他被安排與雷妮拉結婚後，他們達成共識－兩人將一起履行王室職責，但他可以繼續保持與男性情人喬佛里·隆莫斯爵士的私通關係。在他們的婚禮宴會上，喬佛里發現克里斯頓·科爾爵士是雷妮拉的秘密情人；喬佛里被克里斯頓視為威脅而打死。10年後，雷妮拉的三個兒子都是與情人哈爾溫·史壯爵士所生的，但他仍然是表面上他們的合法父親。後來他有了新情人科爾·科里爵士，並回到潮頭島參加姐姐蘭娜的葬禮。雷妮拉向戴蒙·坦格利安親王提議結婚以加強自己對鐵王座的繼承權，戴蒙因而幫助偽造他的死亡，使他能夠與科爾一起乘船流亡到厄斯索斯。

#### 蘭娜·瓦列利昂
- 蘭娜·瓦列利昂（；成年版由南娜·波隆戴爾（英语：Nanna Blondell）飾演，第1－2季；年輕版由莎凡娜·史汀（英语：Savannah Steyn）飾演，第1季；年幼版由諾娃·富埃利斯-莫塞飾演，第1季）

科利斯·瓦列利昂伯爵和雷妮絲·坦格利安公主的女兒，蘭諾·瓦列利昂爵士的姐姐。她是戴蒙·坦格利安親王的第二任妻子，也是貝拉·坦格利安小姐和雷娜·坦格利安小姐的母親。她是一名馭龍者，駕馭的龍是瓦格哈爾。愛瑪·艾林王后死後，父親科利斯提議讓韋賽里斯·坦格利安一世國王迎娶她，但韋賽里斯一世因她年齡太小而拒絕。她參加弟弟蘭諾和雷妮拉·坦格利安公主的婚禮宴會並引起了戴蒙的注意，兩人後來結婚並一起搬到潘托斯居住。10年後，她在第三次懷孕時經歷漫長而痛苦的分娩過程。在無法成功分娩後，她為了保有尊嚴而命令瓦格哈爾將她焚燒，以馭龍者的身份自殺。她的葬禮隨後在潮頭島舉行，而瓦格哈爾亦被伊蒙德·坦格利安王子馴服。在第2季，她出現在逗留赫倫堡的戴蒙的幻覺中。

#### 魏蒙德·瓦列利昂
- 魏蒙德·瓦列利昂（；由威爾·強森（英语：Wil Johnson）飾演，第1季）

瓦列利昂艦隊的指揮官。他是科利斯·瓦列利昂伯爵的弟弟，兩人一起參與石階列島戰爭。10年後，他在侄女蘭娜·瓦列利昂夫人的葬禮上致悼詞。6年後，哥哥科利斯在石階列島戰爭中受重傷，他向韋賽里斯·坦格利安一世國王請願任命自己為潮頭島繼承人。韋賽里斯一世和雷妮絲·坦格利安公主都對此提出異議，他失去理智公開侮辱雷妮拉·坦格利安公主和蘭諾·瓦列利昂爵士並稱他們的孩子是私生子，隨後戴蒙·坦格利安親王將他斬首。

#### 喬佛里·隆莫斯
- 喬佛里·隆莫斯（；由索利·麥克勞德（英语：Solly McLeod）飾演，第1季）

人稱“熱吻騎士”，瓦列利昂家族的劍之誓言。他是蘭諾·瓦列利昂爵士的戰友和同性情人，兩人一起參與石階列島戰爭。在蘭諾和雷妮拉·坦格利安公主的婚禮宴會上，他告訴克里斯頓·科爾爵士自己已經知道他與雷妮拉私通；克里斯頓將此視為威脅而打死他。蘭諾後來以他的名字命名自己的第三個兒子。

#### 科爾·科里
- 科爾·科里（；由阿蒂·弗魯山（英语：Arty Froushan）飾演，第1季）

一名瓦列利昂家族的劍之誓言，蘭諾·瓦列利昂爵士的同性情人。戴蒙·坦格利安親王秘密與他密謀，並提供足夠的黃金讓他和蘭諾一起逃跑。他在戴蒙的幫助下偽造蘭諾的死亡，並在隨後與蘭諾一起乘船流亡到厄斯索斯。

#### 路斯里斯·瓦列利昂
- 路斯里斯·“小路”·瓦列利昂（；年輕版由艾略特·格里豪特飾演，第1季；年幼版由哈維·薩德勒飾演，第1季）

雷妮拉·坦格利安女王和表面上的合法父親蘭諾·瓦列利昂爵士的次子也是第二個孩子，實際上是雷妮拉與哈爾溫·史壯爵士的私生子。他是一名馭龍者，駕馭的龍是阿拉克斯。在蘭娜·瓦列利昂夫人的葬禮之後，他發現伊蒙德·坦格利安王子搶先馴服了蘭娜的龍瓦格哈爾；眾人爭執期間他用刀割盲了伊蒙德的左眼。6年後，他與堂妹雷娜·坦格利安小姐訂婚，兩人將在結婚後成為潮頭島的共同繼承人。韋賽里斯·坦格利安一世國王死後，他被派往拜拉席恩家族的風息堡作為特使並與博洛斯·拜拉席恩公爵會面，以確保博洛斯信守自己父親的誓言支持母親雷妮拉爭奪鐵王座。然而，由於已經安排女兒和先到達的伊蒙德聯姻來與綠黨建立政治同盟，博洛斯拒絕遵守誓言並要求他離開。他騎龍離去時被騎着瓦格哈爾的伊蒙德追擊，瓦格哈爾違背伊蒙德的命令攻擊他和阿拉克斯並殺死了他們。在第2季，雷妮拉飛往風息堡尋回阿拉克斯的部分遺骸，但他卻被整個吞噬而沒有留下遺體；他的葬禮隨後在龍石島舉行。

#### 喬佛里·瓦列利昂
- 喬佛里·瓦列利昂（；由奧斯卡·埃斯基納茲飾演，第2季）

雷妮拉·坦格利安女王和表面上的合法父親蘭諾·瓦列利昂爵士的幼子也是第三個孩子，實際上是雷妮拉與哈爾溫·史壯爵士的私生子。他擁有一條剛孵化的幼龍泰雷克休。在第2季，他參加哥哥路斯里斯·瓦列利昂王子在龍石島舉行的葬禮，並將一個玩具放在準備火化的柴堆上。母親雷妮拉遭到刺殺未果後，他與異父弟弟“少年”伊耿·坦格利安王子和韋賽里斯·坦格利安王子由雷娜·坦格利安小姐護送至鷹巢城接受簡妮·艾林公爵夫人的保護。

#### 凱爾文
- 凱爾文（；由哈奇·阿里飾演，第1季）

為瓦列利昂家族服務的潮頭島學士。他為被路斯里斯·瓦列利昂王子割盲左眼的伊蒙德·坦格利安王子療傷，隨後又治療被亞莉森·海塔爾王后打傷手臂的雷妮拉·坦格利安公主。6年後，他一直護理在石階列島戰爭中身受重傷的科利斯·瓦列利昂伯爵，並向雷妮絲·坦格利安公主隨時報告科利斯的病情。

### 君臨

#### 梅羅斯
- 梅羅斯（；由大衛·霍羅維奇（英语：David Horovitch）飾演，第1季）

在韋賽里斯·坦格利安一世國王領導的御前會議中擔任大學士，韋賽里斯一世的私人醫生和信賴的御前顧問。在貝隆·坦格利安王子出生時，韋賽里斯一世命令他對愛瑪·艾林王后進行剖宫产以保住嬰兒，結果導致愛瑪死亡。雷妮拉·坦格利安公主疑似與戴蒙·坦格利安親王發生秘密私通行為後，他按照韋賽里斯一世的命令為雷妮拉釀造並交予用於墮胎的“月茶”。他的去世時間和原因在劇中未被提及，但已知歐維爾接替他成為大學士。

#### 林曼·畢斯柏里
- 林曼·畢斯柏里（；由比爾·帕特森飾演，第1季）

河灣地的畢斯柏里家族族長和蜂巢城伯爵，先後在“仲裁者”傑赫里斯·坦格利安一世國王和韋賽里斯·坦格利安一世國王領導的御前會議中擔任財政大臣。韋賽里斯一世死後，他公開反對奧托·海塔爾爵士聯同其他御前會議成員合謀篡奪雷妮拉·坦格利安公主的王位並擁立伊耿·坦格利安王子為國王。當指控他們叛國時，克里斯頓·科爾爵士打算將他推回座位卻意外殺死了他。在第2季，畢斯柏里家族對他被殺死感到憤怒，因而宣誓效忠雷妮拉並直接對抗海塔爾家族。

#### 藍道·巴雷特
- 藍道·巴雷特（；由法蘭基·威爾遜飾演，第1季）

都城守備隊隊長。在都城守備隊司令戴蒙·坦格利安親王的命令下，他圍捕小偷、強姦犯和殺人犯並實施懲罰。

#### 霍蘭·夏普
- 霍蘭·夏普（；由愛德華·羅（英语：Edward Rowe (actor)）飾演，第1季）

韋賽里斯·坦格利安一世國王統治時期效命於坦格利安家族的王室獵人。伊耿·坦格利安王子的第二命名日慶典期間，他負責監督御林的王室狩獵活動，並告訴韋賽里斯一世白鹿是一種象徵王室的稀有鹿。

#### 賈斯皮·威爾德
- 賈斯皮·威爾德（；由保羅·肯尼迪飾演，第1－2季）

人稱“鐵棒”，風暴地的威爾德家族族長和雨屋城伯爵，先後在韋賽里斯·坦格利安一世國王和伊耿·坦格利安二世國王統治期間接替萊昂諾·史壯伯爵擔任法務大臣。韋賽里斯一世死後，他被揭露有份參與加冕伊耿為王的計劃；當他為不將亞莉森·海塔爾王后納入計劃而辯護時，他受到亞莉森的威脅。在第2季，他將火磨坊之戰視為布萊伍德家族和布雷肯家族之間世仇的結果。當歐維爾大學士提議尋求格羅佛·徒利公爵支持時，他侮辱性地嘲笑年邁的格羅佛，反而贊成聯絡蒙德·海塔爾伯爵並讓海塔爾家族的軍隊幫助控制河間地。鴉棲堡之戰後，考慮到伊耿二世受傷無法處理國務要委任攝政時，他提出讓伊蒙德·坦格利安王子擔任攝政王；他的提議最終獲得通過。御前會議邀請道爾頓·葛雷喬伊大王接任海政大臣的空缺職位，在沒有收到任何回信後，他提議將亞莉森嫁給道爾頓，但遭到亞莉森的強烈反對。他後來聽到海煙已被馴服的謠言並將之告訴拉里斯·史壯伯爵，但指尚不清楚該馭者的身份，拉里斯建議他不要將消息通報給伊蒙德。

#### 塔利亞
- 塔利亞（；由亞歷克西斯·拉本飾演，第1季）

亞莉森·海塔爾王后的侍女，實際為彌賽麗亞派出的間諜。她是被拉里斯·史壯伯爵圍捕並監禁的紅堡家務人員之一。拉里斯處決了包括她在內的紅堡所有僕人，以除掉可疑的間諜和叛徒；她被殺的畫面在劇中未被展示。

#### 戴安娜
- 戴安娜（；由麥迪·埃文斯飾演，第1－2季）

伊耿·坦格利安王子和海倫娜·坦格利安公主的家務僕人。她被酒醉後的伊耿強姦，亞莉森·海塔爾王后給她一袋錢作為封口費。在第2季，她被紅堡解僱並成為君臨絲綢街一家酒館的酒吧女侍。艾琳達·馬賽後來帶着彌賽麗亞的訊息潛入君臨拜訪她，要她幫忙煽動平民情緒。

#### 西爾維亞
- 西爾維亞（；由蜜雪兒·博納爾（英语：Michelle Bonnard）飾演，第1－2季）

君臨絲綢街一間妓院的老鴇，經常被伊蒙德·坦格利安王子光顧。韋賽里斯·坦格利安一世國王死後，伊蒙德帶着克里斯頓·科爾爵士前往妓院詢問伊耿·坦格利安王子的下落，但她告訴他們伊耿並不在這裡。在第2季，伊蒙德光顧妓院並向她說自己對當時誤殺路斯里斯·瓦列利昂王子感到悔恨。在酒館裡與“白髮”烏爾夫交談時，她告訴他有關上等階級舉行奢華的聚會和宴會，而平民百姓卻在挨餓的情況，隨後烏爾夫在街道上公開表達不滿。

#### 尤斯塔斯
- 尤斯塔斯（；由西蒙·錢德勒（英语：Simon Chandler）飾演，第1季）

七神信仰的修士。韋賽里斯·坦格利安一世國王去世後，他在伊耿·坦格利安二世國王的加冕典禮上代替由於年事已高無法出席的總主教為伊耿二世塗上聖油。

#### 傑恩
- 傑恩（；由妮娜·巴克-法蘭西斯飾演，第1季）

彌賽麗亞的間諜。她代表彌賽麗亞聯繫伊利克·卡蓋爾爵士和亞歷克·卡蓋爾爵士並關心失蹤的伊耿·坦格利安王子的下落。

#### 鮮血
- 鮮血（；由山姆·C·威爾遜飾演，第2季）

一名強烈厭惡着海塔爾家族且心懷不滿的都城守備隊員。他仍然忠於前都城守備隊司令戴蒙·坦格利安親王，戴蒙於是僱用他與捕鼠人乳酪潛入紅堡刺殺伊蒙德·坦格利安王子。由於無法找到伊蒙德，兩人轉而殺死伊耿·坦格利安二世國王的繼承人傑赫里斯·坦格利安王子並將其斬首。隨後，他試圖帶着傑赫里斯的頭顱逃離紅堡時被拉里斯·史壯伯爵發現並逮捕；他馬上承認自己有一個捕鼠人同夥，隨即被尋求為兒子復仇的伊耿二世毆打致死。

#### 乳酪
- 乳酪（；由馬克·斯托巴特飾演，第2季）

一名在紅堡工作的捕鼠人。戴蒙·坦格利安親王僱用他與都城守備隊員鮮血潛入紅堡刺殺伊蒙德·坦格利安王子。由於無法找到伊蒙德，兩人轉而殺死伊耿·坦格利安二世國王的繼承人傑赫里斯·坦格利安王子並將其斬首；他成功逃離紅堡。鮮血被逮捕並承認自己有一個捕鼠人同夥後，伊耿二世下令公開絞死紅堡裡包括他在內的所有捕鼠人。伊蒙德被委任為攝政王後下令移走所有捕鼠人的屍體。

#### 穆賈
- 穆賈（；由山姆森·卡約飾演，第2季）

君臨居民和“白髮”烏爾夫的酒友。得知雷妮拉·坦格利安女王正在尋找坦格利安私生子以讓他們嘗試成為馭龍者的消息後，他與克雷鼓勵經常吹噓自己有坦格利安血統的烏爾夫前往龍石島馴服一條龍。

#### 克雷
- 克雷（；由詹姆斯·多爾蒂（英语：James Doherty (actor)）飾演，第2季）

君臨居民和“白髮”烏爾夫的酒友。得知雷妮拉·坦格利安女王正在尋找坦格利安私生子以讓他們嘗試成為馭龍者的消息後，他與穆賈鼓勵經常吹噓自己有坦格利安血統的烏爾夫前往龍石島馴服一條龍。

#### 亞賽爾·布爾威
- 亞賽爾·布爾威（；由艾迪·艾爾（英语：Eddie Eyre）飾演，第2季）

坦格利安家族的劍之誓言。他參與鴉棲堡之戰，隨後梅麗亞斯的頭顱被砍下並遊街示眾時他在君臨的街道上宣告勝利。

### 龍石島

#### 艾琳達·馬賽
- 艾琳達·馬賽（；由喬丹·史蒂文斯飾演，第1－2季）

雷妮拉·坦格利安女王的侍女。她是葛曼·馬賽伯爵的女兒。喬佛里·瓦列利昂王子出生和雷妮拉得知父親去世的消息後流產的時候她都在場。在第2季，當亞歷克·卡蓋爾爵士試圖刺殺雷妮拉時，她成功逃脫並向洛倫特·馬爾布蘭爵士求助。她被彌賽麗亞派去君臨與酒吧女侍戴安娜會面，要戴安娜幫忙煽動平民情緒。後來她奉命在整個君臨散播消息，指雷妮拉正在尋找坦格利安私生子以讓他們嘗試成為馭龍者，任何擁有坦格利安血統的私生子都可以被偷偷帶出城市運到龍石島。

#### 格拉底斯
- 格拉底斯（；由菲爾·丹尼爾斯（英语：Phil Daniels）飾演，第1－2季）

為坦格利安家族服務的龍石島學士，雷妮拉·坦格利安女王的顧問。在第2季，他向雷妮拉通報傑赫里斯·坦格利安王子被謀殺的消息，並且人們普遍認為是她下令謀殺的。船殼鎮的亞當成功馴服海煙後，他奉命教授亞當高等瓦雷利亞語以便能夠對龍發出命令。

#### 巴蒂莫斯·賽提加
- 巴蒂莫斯·賽提加（；由尼古拉斯·瓊斯（英语：Nicholas Jones (actor)）飾演，第1－2季）

賽提加家族族長，蟹島伯爵。與坦格利安家族和瓦列利昂家族一樣，賽提加家族也有瓦雷利亞血統。韋賽里斯·坦格利安一世國王死後，他敦促雷妮拉·坦格利安女王利用黑黨數量更多的龍來建立優勢。在第2季，雷妮拉遭到刺殺未果後，他支持葛曼·馬賽伯爵讓雷妮拉離開龍石島前往更安全地方的建議，試圖由黑黨會議代替她進行統治；雷妮拉強烈拒絕這項建議。鴉棲堡之戰後，他敦促應該在瓦格哈爾完全恢復健康之前突擊奪取君臨。史蒂芬·達克林爵士死後，他繼續質疑雷妮拉的決策，並在城堡的僕人和守衛面前被雷妮拉打了一巴掌。他再次反對船殼鎮的亞當馴服海煙，因為他覺得一個出身低微的人可以馴服龍是一種侮辱。

#### 西蒙·斯湯頓
- 西蒙·斯湯頓（；由麥可·埃爾文（英语：Michael Elwyn）飾演，第1－2季）

斯湯頓家族族長，鴉棲堡伯爵。在第2季，貝拉·坦格利安小姐向黑黨會議報告克里斯頓·科爾爵士正率領一支軍隊進入王領後，他請求離開龍石島回家保衛鴉棲堡，因為他認為鴉棲堡很有可能就是克里斯頓軍隊的目標。克里斯頓和聯軍在隨後圍攻鴉棲堡，證明他的想法是正確的。他領導鴉棲堡的防禦工事，並目睹雷妮絲·坦格利安公主、伊耿·坦格利安二世國王和伊蒙德·坦格利安王子之間的火龍混戰。鴉棲堡失守後他的命運仍然未知。

#### 阿爾弗雷德·布魯姆
- 阿爾弗雷德·布魯姆（；由傑米·肯納（英语：Jamie Kenna）飾演，第2季）

布魯姆家族的騎士。傑赫里斯·坦格利安王子被謀殺後，他建議雷妮拉·坦格利安女王公開承認這起謀殺是為最近死去的兒子報仇，但很快就遭到斥責。火磨坊之戰後，他堅持要雷妮拉出動黑黨所有的龍來建立優勢。他後來斥責貝拉·坦格利安小姐騎乘月舞時沒有殺死克里斯頓·科爾爵士，並在收到暮谷鎮被征服的消息後進一步敦促派出火龍保衛鴉棲堡。鴉棲堡之戰後，雷妮拉派他前往赫倫堡試圖說服戴蒙·坦格利安親王與自己溝通。

#### 葛曼·馬賽
- 葛曼·馬賽（；由詹姆斯·德雷福斯（英语：James Dreyfus）飾演，第2季）

馬賽家族族長，石揚堡伯爵。他是艾琳達·馬賽的父親。雷妮拉遭到刺殺未果後，他建議她離開龍石島前往更安全地方，試圖由黑黨會議代替她進行統治；雷妮拉強烈拒絕這項建議。

#### 岡梭爾·達克林
- 岡梭爾·達克林（；由史蒂芬·佩西（英语：Steven Pacey）飾演，第2季）

達克林家族族長，暮谷鎮伯爵。他是史蒂芬·達克林爵士的父親。暮谷鎮被征服後，他拒絕向伊耿·坦格利安二世國王宣誓效忠，因此被克里斯頓·科爾爵士斬首；剩餘部隊投降並加入克里斯頓的軍隊。

#### 席佛·丹尼斯
- 席佛·丹尼斯（；由羅伯特·羅德飾演，第2季）

坦格利安家族的私生子（龍種）。他在得知雷妮拉·坦格利安女王正在尋找坦格利安私生子以讓他們嘗試成為馭龍者的消息後前往龍石島。雷妮拉在龍種們面前召喚來沃米索爾後，他是第一個挺身而出試圖馴服沃米索爾的人，但隨即就被龍焰活活燒死。

### 御林鐵衛／女王鐵衛

#### 萊安·雷德溫
- 萊安·雷德溫（；由蓋瑞·庫柏（英语：Garry Cooper）飾演，第1季）

“仲裁者”傑赫里斯·坦格利安一世國王和韋賽里斯·坦格利安一世國王統治期間年邁的御林鐵衛隊長。他因自然原因去世，去世時間在劇中未被提及，但已知哈羅德·維斯特林爵士接替他成為御林鐵衛隊長。

#### 伊利克·卡蓋爾
- 伊利克·卡蓋爾（；由埃利奧特·提特恩索飾演，第1－2季）

韋賽里斯·坦格利安一世國王統治期間的御林鐵衛成員，後成為雷妮拉·坦格利安女王的女王鐵衛成員。他是亞歷克·卡蓋爾爵士的雙胞胎兄弟。韋賽里斯一世死後，他與兄弟亞歷克奉奧托·海塔爾爵士之命在君臨尋找伊耿·坦格利安王子。隨後他對御前會議的行為以及他們加冕伊耿為王的陰謀感到厭惡；他偷走韋賽里斯一世的王冠，並解救被軟禁的雷妮絲·坦格利安公主讓她騎着梅麗亞斯逃離君臨。他獨自前往龍石島將雷妮拉父親的王冠交給雷妮拉，隨後宣誓效忠於她並在黑黨會議任職。在第2季，他在一艘船上發現逃離君臨的彌賽麗亞並將她帶到龍石島，彌賽麗亞後來發現潛入龍石島試圖暗殺雷妮拉的亞歷克於是警告他。他為了保護雷妮拉而與亞歷克決鬥並殺死對方，悲痛欲絕的他用劍刺穿身體自殺身亡；兩兄弟隨後被合葬在龍石島。

#### 亞歷克·卡蓋爾
- 亞歷克·卡蓋爾（；由盧克·提特恩索飾演，第1－2季）

韋賽里斯·坦格利安一世國王和伊耿·坦格利安二世國王統治期間的御林鐵衛成員。他是伊利克·卡蓋爾爵士的雙胞胎兄弟。韋賽里斯一世死後，他與兄弟伊利克奉奧托·海塔爾爵士之命在君臨尋找伊耿。在第2季，傑赫里斯·坦格利安王子被謀殺後，克里斯頓·科爾爵士派他偽裝成兄弟伊利克刺殺雷妮拉·坦格利安女王。他與保護雷妮拉的伊利克決鬥並被對方殺死，但悲痛欲絕的伊利克亦用劍刺穿身體自殺身亡；兩兄弟隨後被合葬在龍石島。

#### 史蒂芬·達克林
- 史蒂芬·達克林（；由安東尼·弗拉納根（英语：Anthony Flanagan）飾演，第1－2季）

“仲裁者”傑赫里斯·坦格利安一世國王和韋賽里斯·坦格利安一世國王統治期間的御林鐵衛成員，後成為雷妮拉·坦格利安女王的女王鐵衛隊長。他是岡梭爾·達克林伯爵的兒子。韋賽里斯一世死後，他與洛倫特·馬爾布蘭爵士一起宣誓效忠雷妮拉並在黑黨會議任職。在第2季，他護送偽裝成修女的雷妮拉潛入君臨與亞莉森·海塔爾太后交談。與雷妮拉返回龍石島時，他收到父親岡梭爾在暮谷鎮被斬首的消息。由於有坦格利安的遠祖，且可能仍然擁有瓦雷利亞血統，雷妮拉請求他嘗試馴服一條野龍，而他亦欣然同意。幾名守龍人將海煙帶到他面前，他試圖馴服海煙但沒有成功，最後被海煙噴出的龍焰活活燒死。

#### 洛倫特·馬爾布蘭
- 洛倫特·馬爾布蘭（；由馬克斯·沃特斯利飾演，第1－2季）

韋賽里斯·坦格利安一世國王統治期間的御林鐵衛成員，後成為雷妮拉·坦格利安女王的女王鐵衛成員。韋賽里斯一世死後，他與史蒂芬·達克林爵士一起宣誓效忠雷妮拉並在黑黨會議任職。在第2季，他收到亞歷克·卡蓋爾爵士企圖暗殺雷妮拉的警報並前來保護她。

#### 馬丁·雷耶斯
- 馬丁·雷耶斯（；由巴尼·菲什威克飾演，第2季）

雷耶斯家族的騎士，伊耿·坦格利安二世國王的夥伴和馬屁精。在3名御林鐵衛叛變為雷妮拉·坦格利安女王的女王鐵衛之後，伊耿二世親自任命他為御林鐵衛。當君臨因為飢餓民眾搶奪雷妮拉海運的食物而爆發騷亂時，他在大聖堂外被暴徒們壓倒。由於在騷亂期間攻擊平民，伊蒙德·坦格利安王子將他從御林鐵衛中解職，並判他到絕境長城成為守夜人。

#### 萊昂·伊斯蒙
- 萊昂·伊斯蒙（；由雷夫·戴維斯飾演，第2季）

伊斯蒙家族的騎士，伊耿·坦格利安二世國王的夥伴和馬屁精。他在宮廷中擔任伊耿二世的傳令官。在3名御林鐵衛叛變為雷妮拉·坦格利安女王的女王鐵衛之後，伊耿二世親自任命他為御林鐵衛。當君臨因為飢餓民眾搶奪雷妮拉海運的食物而爆發騷亂時，他在大聖堂外斬斷一名抓住亞莉森·海塔爾太后的男子的下臂，隨後被暴徒們壓倒並刺死。

#### 艾德·維水
- 艾德·維水（；由托克·史蒂芬飾演，第2季）

又名“紅奈德”，僱傭騎士。在3名御林鐵衛叛變為雷妮拉·坦格利安女王的女王鐵衛之後，伊耿·坦格利安二世國王親自任命他為御林鐵衛。當君臨因為飢餓民眾搶奪雷妮拉海運的食物而爆發騷亂時，他在大聖堂外被暴徒們壓倒。由於在騷亂期間攻擊平民，伊蒙德·坦格利安王子將他從御林鐵衛中解職，並判他到絕境長城成為守夜人。

#### 瑞卡德·索恩
- 瑞卡德·索恩（；由文生·雷根飾演，第2季）

伊耿·坦格利安二世國王統治期間的御林鐵衛成員。當君臨因為飢餓民眾搶奪雷妮拉·坦格利安女王海運的食物而爆發騷亂時，他護送亞莉森·海塔爾太后和海倫娜·坦格利安王后逃離大聖堂並回到馬車上。他後來得到亞莉森的信任，她要求他護送自己到御林放鬆心情。

### 厄斯索斯大陸

#### 克拉哈斯·德拉哈
- 克拉哈斯·德拉哈（；由丹尼爾·史考特-史密斯飾演，第1季）

又名“養蟹人”，密爾王子，也是密爾、里斯和泰洛西三個自由貿易城邦組成的三女兒同盟海軍上將。石階列島戰爭期間，他攻擊瓦列利昂家族及其龐大艦隊並擾亂維斯特洛大陸的海上貿易。他因將俘虜的敵人釘在架上餵螃蟹而臭名昭著。血石島之圍中，他被戴蒙·坦格利安親王斬開兩半身亡，戰爭亦隨着三女兒同盟被推回厄斯索斯大陸而結束。

#### 雷吉奧·哈拉蒂斯
- 雷吉奧·哈拉蒂斯（；由迪恩·諾蘭飾演，第1季）

自由貿易城邦潘托斯親王。他接待戴蒙·坦格利安親王及其家人，並為他們提供在潘托斯的永久住所和土地，以換取抵禦三女兒同盟的軍事援助。在第2季，他回覆雷娜·坦格利安小姐寄來的一封信，同意庇護雷妮拉·坦格利安女王的兩個年幼兒子“少年”伊耿·坦格利安王子和韋賽里斯·坦格利安王子。

### 龍
- 敘拉克斯

一條擁有黃色鱗片的成年母龍，由雷妮拉·坦格利安女王孵化騎乘。她在龍石島的龍山產下一窩共三顆龍蛋，龍蛋被戴蒙·坦格利安親王回收。
- 科拉克休

又名“嗜血巨蟲”，一條擁有血紅色鱗片的成年公龍，由戴蒙·坦格利安親王騎乘。歷史上，他曾由雷妮絲·坦格利安公主的父親伊蒙·坦格利安親王騎乘。與其他龍不同，他的脖子和身體更長並且更呈蛇形。他參與過石階列島戰爭。
- 梅麗亞斯

又名“紅女王”，一條擁有猩紅色鱗片的成年母龍，被認為是已知世界中最敏捷的龍之一，由雷妮絲·坦格利安公主騎乘。歷史上，她曾由韋賽里斯·坦格利安一世國王與戴蒙·坦格利安親王的母親阿萊莎·坦格利安公主騎乘。雷妮絲逃離君臨的軟禁後騎着她衝出龍穴的地面，並在打斷伊耿·坦格利安二世國王的加冕典禮後飛往龍石島。在第2季，雷妮絲騎乘她參與鴉棲堡之戰，並成功重傷伊耿二世和他的龍陽炎。然而，她隨後被伊蒙德·坦格利安王子騎乘的龍瓦格哈爾咬斷脖子殺死，雷妮絲亦伴隨着她的屍體墜落鴉棲堡身亡。戰役結束後，她的頭被砍下並在君臨的街道上游街示眾，這讓平民們感到非常恐懼。
- 海煙

一條擁有淺銀灰色鱗片的成年公龍，由蘭諾·瓦列利昂爵士孵化騎乘，後來被蘭諾同父異母的兄弟船殼鎮的亞當馴服並騎乘。他參與過石階列島戰爭。蘭諾假死並流亡後，他留在潮頭島上成為一條野龍。在第2季，他被守龍人們召喚到龍石島，以讓史蒂芬·達克林爵士可以嘗試馴服他，然而他拒絕了史蒂芬並用龍焰將後者活活燒死。他隨後在潮頭島的海灘上追趕亞當；他着陸接近亞當，並接納亞當為自己的新馭者。
- 瓦格哈爾

又名“眾龍女王”，一條擁有深翡翠鱗片的古老母龍，瓦雷利亞的末日浩劫後在龍石島孵化，由蘭娜·瓦列利昂夫人騎乘，蘭娜去世後被伊蒙德·坦格利安王子馴服並騎乘。歷史上，她曾由征服戰爭期間的維桑尼亞·坦格利安王后，以及韋賽里斯·坦格利安一世國王與戴蒙·坦格利安親王的父親貝爾隆·坦格利安親王騎乘。她是已知世界中最古老、最大和最強大的龍。在蘭娜·瓦列利昂夫人的葬禮結束後，伊蒙德靠近這條野龍並成功馴服她。韋賽里斯一世死後，伊蒙德騎着她在風暴地的破船灣上空追擊騎着阿拉克斯的路斯里斯·瓦列利昂王子，她違背伊蒙德的命令攻擊並殺死他們。在第2季，伊蒙德騎着她參與鴉棲堡之戰；他們隱藏起來，伏擊被引誘來保衛城堡的黑黨的龍。她在伊蒙德命令下同時向雷妮絲·坦格利安公主騎乘的梅麗亞斯和伊耿·坦格利安二世國王騎乘的陽炎噴火，陽炎被火焰重傷失去力量跌落地上。當他們與騎着梅麗亞斯的雷妮絲交戰時，儘管雷妮絲一開始佔了上風，但她伏擊並咬斷梅麗亞斯的脖子，雷妮絲亦伴隨着梅麗亞斯的屍體墜落鴉棲堡身亡。
- 貝勒里恩

又名“黑死神”，一條擁有黑色鱗片、來自瓦雷利亞自由堡壘龐大而強壯的公龍，在征服戰爭期間由征服者伊耿騎乘；之後他由征服者伊耿的幼子、七大王國第三任國王“殘酷的”梅葛·坦格利安一世騎乘；後來他由七大王國第二任國王伊尼斯·坦格利安一世的長孫女艾瑞亞·坦格利安公主騎乘；他最終被當時的韋賽里斯·坦格利安親王馴服並騎乘，直到在“仲裁者”傑赫里斯·坦格利安一世國王統治期間因年老去世，共活了約兩百歲。他的頭骨被深深埋在君臨的紅堡地下。
- 陽炎

又名“金亮的陽炎”，一條擁有金色鱗片的年輕公龍，由伊耿·坦格利安二世國王孵化並騎乘。在第2季，伊耿二世喝醉後不顧家人和御前會議的反對，執意騎着他參與鴉棲堡之戰。伊耿二世先手攻擊雷妮絲·坦格利安公主和她的龍梅麗亞斯，但他很快就被梅麗亞斯爪傷。隨後，他被伊蒙德·坦格利安王子騎乘的瓦格哈爾噴火燒中，重傷失去力量並帶同伊耿二世跌落地上。戰役結束後，他仍受重傷留在鴉棲堡並受到看守保護。
- 夢火

一條擁有淡藍色鱗片的成年母龍，由海倫娜·坦格利安王后馴服，但很少被海倫娜騎乘。歷史上，她曾由伊尼斯·坦格利安一世國王的長女雷妮亞·坦格利安公主騎乘。她在征服者伊耿統治時期孵化，是已知世界中最古老的龍之一。她的一顆龍蛋被選中放在貝隆·坦格利安王子的搖籃裡，但貝隆死後龍蛋被戴蒙·坦格利安親王偷走，直到後來戴蒙將其交還給雷妮拉·坦格利安公主。
- 月舞

一條擁有淡綠色鱗片的年輕母龍，由貝拉·坦格利安小姐孵化騎乘。在第2季，貝拉騎着她在君臨附近偵察時發現克里斯頓·科爾爵士和加爾溫·海塔爾爵士正率領一支軍隊穿過王領，她全速追擊他們，但在對方逃進樹林後被迫撤退。
- 沃馬克斯

一條擁有橄欖綠色鱗片的年輕公龍，由傑卡里斯·瓦列利昂王子孵化騎乘。
- 阿拉克斯

一條擁有珍珠白色鱗片的年輕公龍，由路斯里斯·瓦列利昂王子孵化騎乘。韋賽里斯·坦格利安一世國王死後，伊蒙德·坦格利安王子騎着瓦格哈爾在風暴地的破船灣上空追擊騎着他的路斯里斯，瓦格哈爾違背伊蒙德的命令攻擊並殺死他們，這使他成為“血龍狂舞”中第一條被殺死的龍。
- 泰雷克休

一條由喬佛里·瓦列利昂王子孵化的幼龍。在第2季，應簡妮·艾林公爵夫人想要一條龍來保護谷地的要求，他陪伴喬佛里並被派往鷹巢城。
- 暴雲

一條擁有深灰色鱗片的年幼公龍，由“少年”伊耿·坦格利安王子孵化。在第2季，應簡妮·艾林公爵夫人想要一條龍來保護谷地的要求，他陪伴“少年”伊耿並被派往鷹巢城。後來，他伴隨着“少年”伊耿一起離開鷹巢城，他們將搭乘商船前往潘托斯接受雷吉奧·哈拉蒂斯親王的庇護。
- 沃米索爾

又名“青銅之怒”（"Bronze Fury"），一條擁有青銅色鱗片的成年公龍，被“鐵鎚”修夫馴服並騎乘。歷史上，他曾由“仲裁者”傑赫里斯·坦格利安一世國王騎乘。他在征服者伊耿統治期間孵化，是血龍狂舞時期體型第二大的龍。傑赫里斯一世死後，他與銀翼一起在龍石島的龍山裡建立巢穴，並未被任何人馴服。在第2季，雷妮拉·坦格利安女王將龍種們聚集到龍石島後在他們面前召喚他。其中一名龍種席佛·丹尼斯試圖馴服他，他用龍焰將席佛活活燒死，並開始屠殺其他數十名龍種；修夫最初避開了龍焰，但隨後為了救一個女人而選擇直接面對他，最終他接納修夫為自己的新馭者。
- 銀翼

一條擁有銀色鱗片的成年母龍，被“白髮”烏爾夫馴服並騎乘。歷史上，她曾由“仲裁者”傑赫里斯·坦格利安一世國王的妻子，即是烏爾夫的祖母“善良的”亞莉珊·坦格利安王后騎乘。她在征服者伊耿統治期間孵化，是已知世界中最古老的龍之一。亞莉珊死後，她與沃米索爾一起在龍石島的龍山裡建立巢穴，並未被任何人馴服。在第2季，她本來在龍山裡沉睡，直到烏爾夫不知不覺間進入了她的巢穴；雖然烏爾夫非常害怕她，但她卻表現溫順地接近烏爾夫，並很快接納烏爾夫為自己的新馭者。